# Guerre du Chaco
 (avril 2017).
Batailles
- Boquerón (es)
- Kilomètre 7 (es)
- Nanawa I (es)
- Corrales (es)
- Toledo (es)
- Fernández I et II (es)
- Alihuatá I (es)
- Campo Jordán (es)
- Nanawa II (es)
- Gondra
- Campo Grande (es)
- Alihuatá II (es)
- Campo Vía (es)
- Fort Magariños (es)
- Cañada Tarija (es)
- Cañada Strongest
- Algodonal I (es)
- Carandaytý (es)
- El Carmen (es)
- Yrendagüé (es)
- Ybybobó (es)
- Villamontes (es)
- Pozo del Tigre-Ingavi (es)

La guerre du Chaco (1932–1935) fut un conflit entre le Paraguay et la Bolivie pour le contrôle du Chaco Boreal (es), une région semi-aride d'Amérique du Sud, riche en ressources naturelles et surtout soupçonnée de receler des gisements de pétrole. C'est l'un des conflits les plus violents du continent sud-américain au XXe siècle, laissant des cicatrices profondes dans l'histoire des deux nations. 
La Bolivie, enclavée et sans accès direct à la mer depuis sa défaite dans la Guerre du Pacifique, cherchait un moyen de compenser cette perte en revendiquant la région du Chaco, qu'elle considérait comme une voie potentielle vers l'océan Atlantique. Le Paraguay, de son côté, y voyait un territoire national historique et crucial pour son développement. Cette région était assez mal connue, d'autant qu'elle n'était pas toujours représentée sur les cartes géographiques.
Le conflit, marqué par des combats intenses dans un climat et un terrain difficiles, causa de lourdes pertes humaines, notamment en raison de la chaleur extrême, des maladies, et du manque d'eau. Le Paraguay, bien que moins bien équipé que la Bolivie, s’avéra mieux préparé à la guerre en raison de sa connaissance du terrain et de son soutien populaire. Après trois ans de guerre, le Paraguay parvint à contrôler la majeure partie du Chaco Boreal (es).
Le conflit prit fin avec la signature du traité de paix en 1938, qui consacra la victoire paraguayenne. Le Paraguay obtint la majorité du territoire contesté, tandis que la Bolivie conserva une petite portion dans le nord de la région. Ce conflit eut des conséquences profondes sur les deux pays, renforçant leur identité nationale mais entraînant également des pertes humaines et économiques importantes. Les deux pays signent un nouveau traité en 2009 qui fixe définitivement les frontières.

## Origines du conflit

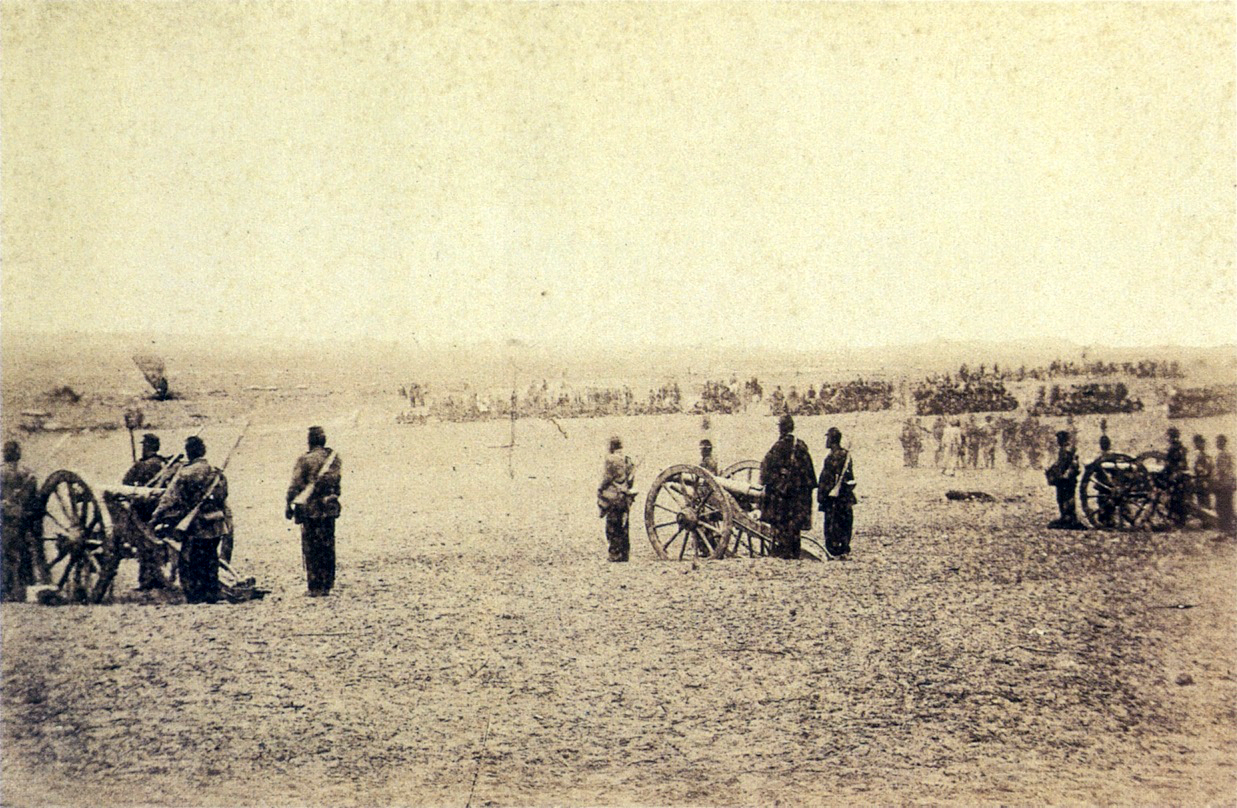
La guerre de la Triple Alliance opposa une première fois le Paraguay et ses voisins de 1865 à 1870.

Ce conflit, comme pour la plupart des guerres latino-américaines des XIXe et XXe siècles, trouve ses origines profondes dans l'incertitude des frontières et des compétences des institutions coloniales espagnoles et dans l'absence d'occupation effective et d'administration sur de vastes portions de territoires (question juridique de l'Uti possidetis juris (litt. « vous posséderez ce que vous possédiez déjà ») qui peut être de jure ou de facto (litt. « en droit ou de fait »).
Le premier conflit qui opposa les États frontaliers ou périphériques des steppes du Gran Chaco (sans que celui-ci n'en fût toutefois l'enjeu) fut la guerre de la Triple Alliance qui, de 1864 à 1870, opposa le Paraguay à une coalition formée par l'Uruguay, l'Argentine et le Brésil et qui tourna à la totale déconfiture du Paraguay, l'Argentine s'assurant de fait la mainmise sur le Chaco.

Les territoires perdus par la Bolivie au fil des conflits qui l'opposèrent à ses voisins.

Profitant de cette défaite, la Bolivie considéra dès cette époque le Gran Chaco Boreal comme faisant partie de sa sphère d'influence, en appelant, vainement, à l'appui des vainqueurs du Paraguay. Les discussions entre les deux États démarrèrent en 1879 mais, bien que plusieurs protocoles d'accord soient intervenus (1913, 1915, 1916, 1917 & 1918), aucune implantation permanente bolivienne ou paraguayenne ne s'établit, vu l'âpreté du pays, les conditions climatiques infernales et l'absence de toute infrastructure.
Parallèlement, un autre contentieux entre la Bolivie et le Paraguay ne fait qu'empirer les choses. En 1884, la Bolivie a en effet perdu tout accès à l'océan Pacifique au profit du Chili, à la suite de la « guerre du Nitrate » ou « guerre du Pacifique ». En 1885 survient l'incident de Puerto Pacheco, sur le Haut-Paraguay, à la suite de la concession par la Bolivie de la construction d'un port. La Bolivie, qui a perdu sa côte sur l'océan Pacifique, doit renoncer à tout espoir de récupérer un accès maritime en 1904. Ses velléités en direction du fleuve Paraguay sont alors perçues à La Paz comme une nécessité pour s'ouvrir un accès à l'Atlantique et à Asuncion comme une nouvelle provocation.
Les escarmouches sont fréquentes mais les premiers affrontements notables ont lieu à partir de 1920. La Bolivie décide non seulement de tenter de s'implanter sur le haut Paraguay, mais de descendre le cours du río Pilcomayo jusqu'au confluent avec ce fleuve. Le Paraguay, qui s'était essentiellement intéressé aux abords du fleuve, avait obtenu de l'Argentine le renoncement à son profit, par arbitrage international du président américain Hayes, du triangle sud du Chaco dit Boréal, entre Paraguay et Pilcomayo (1878). Les gouvernements paraguayens concédèrent des superficies de millions d'hectares du Chaco boréal à des sociétés argentines (la plus grande étant concédée à Carlos Casado Hermanos), pour l'exploitation du quebracho, un bois très dur et riche en tanin - l'Argentine en avait besoin pour son industrie du cuir et pour la réexportation. Le maté n'est pas cultivé dans cette région mais plutôt de l'autre côté du fleuve, la plus grande concession allant à la Industrial Paraguaya, consortium d'intérêts alors anglo-argentins.
Compte tenu de cet état de tension entre les deux pays, le Paraguay commença finalement à établir des « colonies militaires » dans le Chaco à partir de 1921 mais la guerre civile sanglante qui frappa le pays en 1922 mit un terme à cette tentative de colonisation. Profitant des difficultés internes de son voisin, la Bolivie prit le relais en installant à son tour une ligne de fortins dans la région. Ces infrastructures se résumaient de fait en une série de misérables huttes en adobe surmontées d'un toit de paille, entourées d'un fossé (inondé en période de pluie) et occupée par l'équivalent d'une compagnie.
Le pétrole, que les politiques des deux pays élèvent en argument pour mobiliser leur population (en particulier le Paraguay, entièrement dépourvu de ressources fossiles), fait partie des mythes quant aux objectifs réels de la guerre. Il semble en effet que quelques aventuriers escrocs ayant obtenu des concessions de prospection, restées infructueuses, aient par ailleurs tenté de récupérer « au prix fort » leur mise de fonds en propageant ces rumeurs mensongères… Une pratique trop fréquente à l'époque dans le domaine des prospections (métaux rares, pierres précieuses, etc.) qui a fourni la trame de nombreux romans d'aventures ou policiers (cf. infra).
L'incident considéré comme le casus belli décisif a lieu le 15 juin 1932 : c'est l'accrochage dit de la Lagune Pitiantuta (ou Chuquisaca), point d'eau où un fortin bolivien est détruit par les Paraguayens. Ce n'était pas cependant le premier du genre.
En effet, le 25 février 1927, une patrouille paraguayenne égarée, commandée par le lieutenant Rojas Silva est capturée en territoire bolivien et internée. Le lieutenant Rojas Silva est abattu par une sentinelle bolivienne en tentant de s'évader et la fièvre belliciste monte d'un cran dans les deux pays.
Le 5 décembre 1928, 400 soldats paraguayens sous le commandement du Major - et futur Président - Rafael Franco capturent le fortin Vanguardia. L'incident porte la tension à un niveau très élevé, La Paz dépêchant sa toute nouvellement créée 5e division d'infanterie (D.I.) pour reprendre la position. Les relations diplomatiques sont rompues le 12 tandis que le 14, les Boliviens chassaient les maigres forces adverses du fort de Boqueron et de la position Mariscal Lopez. Il fallut la médiation d'une commission internationale composée de la Colombie, de Cuba, du Mexique, de l'Uruguay et des États-Unis pour obtenir le rétablissement du statu quo tandis que le Paraguay, comme agresseur, était admonesté par la Société des Nations.

## Description du Chaco Boréal

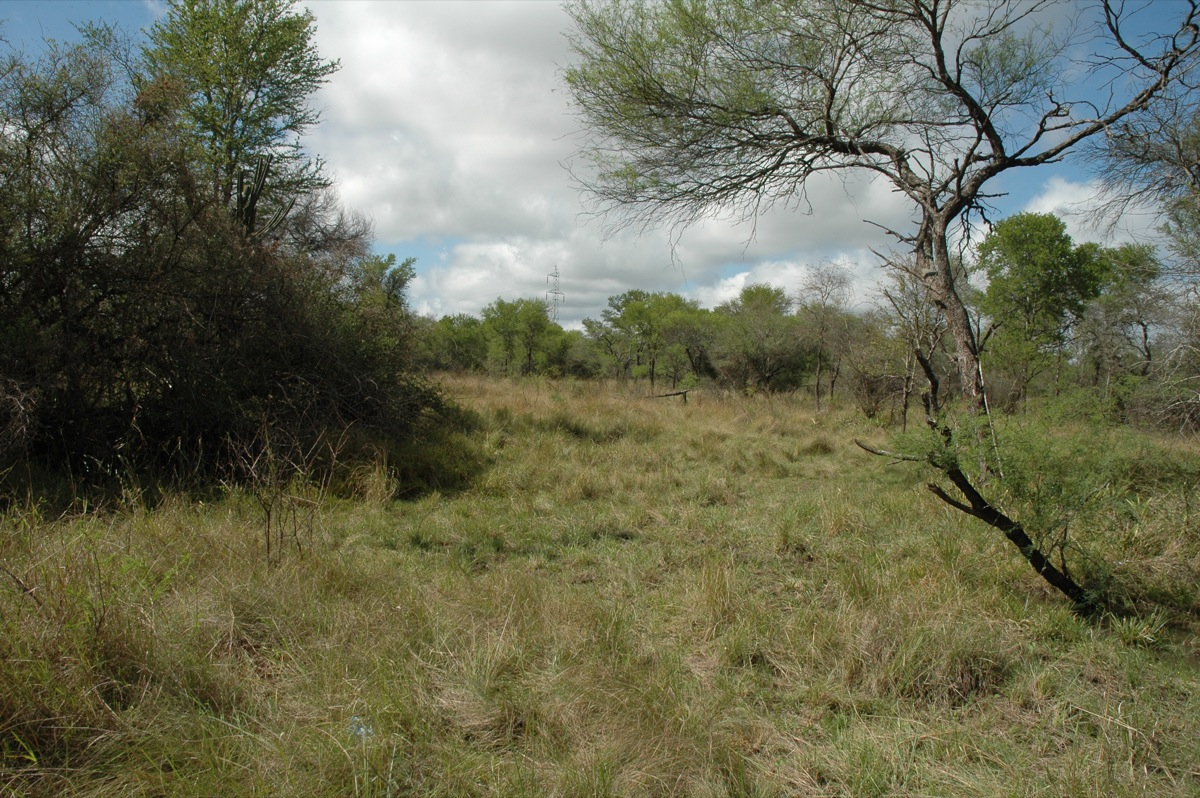
Paysage du Chaco Boréal.

Le Chaco Boréal est, comme son nom l'indique, la région septentrionale du Grand Chaco. L'hégémonie argentine acquise sur les régions fertiles du Chaco Central (l'actuelle province de Formosa) et du Chaco Méridional (les actuelles provinces du Chaco et de Santiago del Estero) dans la deuxième moitié du XIXe siècle, il ne restait ainsi plus que le Chaco Boréal à se disputer entre la Bolivie et le Paraguay. Le Chaco Boréal est une région d'environ 370 000 km2 de superficie qui, dans les années 1920, est quasiment inhabitée et inexplorée. Les milliers de colons mennonites n'y ont pas encore afflué. La région est couverte de forêts, d'arbustes épineux et de palmiers. Le développement de l'agriculture dans la région y est presque nul, à l'exception des abords du fleuve Paraguay (où pousse le quebracho rouge). Le Chaco Boréal est l'habitat d'une grande variété de serpents venimeux, d'insectes et de parasites, vecteurs de maladies, comme la maladie de Chagas dont le responsable est le triatome.
La montagne est l'absurde matérialisé dans les arbres. C'est le monde terrible de la désorientation. Partout, c'est le même vert bas, sale, terreux [...] Les arbres ne sont pas des arbres, ce sont des épouvantails aux formes torturées, dans l'écorce desquels épines et parasites mâchent leur misère physiologique. Ces arbres croissent attachés à une terre stérile et infertile, c'est pourquoi ils vivent et meurent sans orner leurs branches de la caresse verte de la feuille ou du miracle lumineux du fruit.

Le secteur oriental du Chaco Boréal a un climat de type savane tropicale, tandis que le secteur occidental a un climat de type semi-aride chaud. Le climat est par ailleurs extrêmement continental : les étés sont pluvieux et la température peut y monter jusqu'à 50 °C et les hivers sont secs et la température peut y descendre sous les 0 °C. L'eau est rare dans les zones centrales, la maîtrise des quelques puits et lagunes est donc d'une importance vitale pour les deux armées, mais ces quelques points d'eau ont une eau souvent saumâtre et contaminée (ce qui a causé, par exemple, de nombreux cas de dysenterie). De décembre à mai, lors de la saison des pluies, les pistes poussiéreuses du Chaco Boréal se transforment en vasières presque impraticables en raison de la faible perméabilité du sol. Ainsi, le deuxième ennemi pour les Boliviens et les Paraguayens est bien le Chaco Boréal lui-même.
Il y a un magnifique puits d'eau à Platanillos, mais les Paraguayens l'ont totalement souillé avant de partir. Il fait 40 mètres de profondeur et des efforts sont ainsi faits pour le réhabiliter, mais son eau est intouchable car elle est nauséabonde. Une énorme quantité d'eau a déjà été extraite : elle est cristalline mais infecte, puant la tannerie, les peaux pourries. Le résultat des analyses de Villa Montes est attendu.

## Historique du conflit: campagnes et batailles

### Bataille du lac Pitiantuta (juin - juillet 1932)

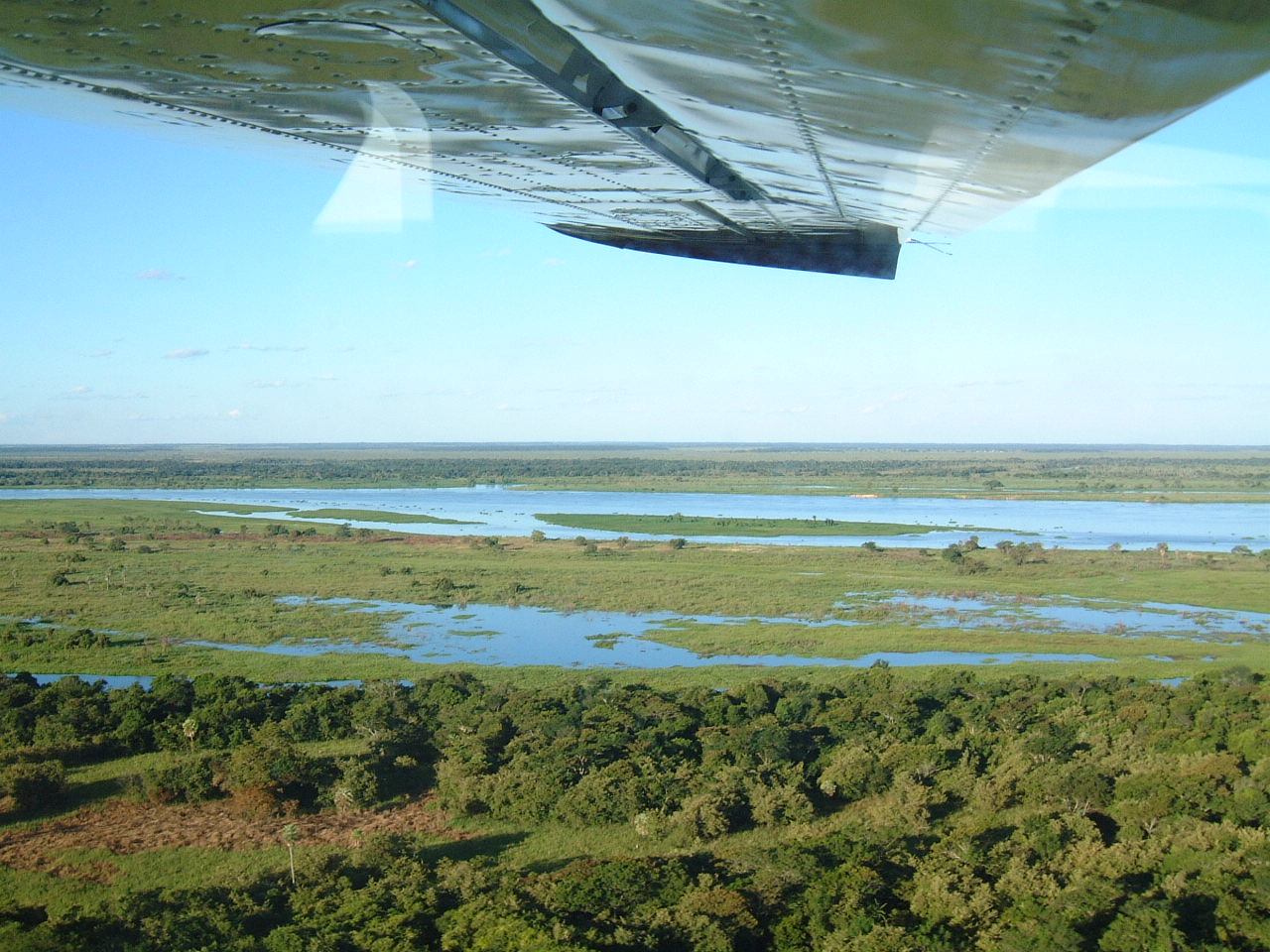
Le Rio Paraguay une des pommes de discordes à l'origine du conflit

La découverte du lac Pitiantuta (es) (un des rares points d'eau de cette région de savanes arborescentes) et la dispute qui s'ensuivit allaient irrévocablement mettre le feu aux poudres. En juillet 1931, les soldats d'Asuncion établirent le fortin Carlos Antonio Lopez sur les bords du lac. Profitant de la guerre civile au Paraguay, une unité bolivienne sous le commandement du major Moscos marche sur la position le 14 juin 1932 et l'occupe le lendemain. Asuncion fait donner son 2e régiment d'infanterie, équipé de mortiers de 81 mm, qui reprend le fort. L'engrenage fatal est engagé.
Le président bolivien Daniel Salamanca ordonne les représailles et fait marcher ses troupes contre les positions adverses : le fort de Corrales tombe le 14, celui de Toledo le 28 et celui de Boqueron le 30 après deux jours de combats.
Une commission internationale tente encore une fois de calmer le jeu mais devant l'intransigeance de La Paz, la guerre est devenue inévitable.

### Le siège de Boqueron (septembre 1932)

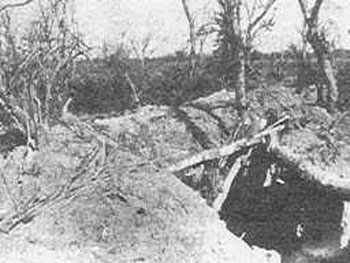
Un retranchement typique de la guerre du Chaco et notamment du siège de Boqueron.

La position fortifiée de Boqueron avait été occupée par d'importantes forces andines sous les ordres du colonel Marzala. Elle était constituée d'un dense réseau de tranchées et de bunkers en bois quebracho très résistants, des nids de mitrailleuse ayant été embusqués dans les taillis. Les 711 officiers et hommes de troupe de Marzala étaient lourdement équipés : 13 mitrailleuses lourdes, 27 légères (FM), 2 canons Schneider de 75 mm, un canon de montagne Krupp du même calibre et une paire de canons antiaériens de 20 mm Oerlikon/Semag.
Le 9 septembre, le 1er corps d'armée paraguayen (C.A. - constitué des 1re et 2e D.I.) quitte Isla Poi pour attaquer la position. Les jeunes recrues paraguayennes sont arrêtées net par le feu des mitrailleuses, les 2e, 3e et 4e régiments d'Infanterie (R.I.) subissant de lourdes pertes. Les Paraguayens décident alors d'assiéger la place.
Les colonnes boliviennes qui tentent de dégager et renforcer celle-ci sont à leur tour défaites, quelques-unes parvenant cependant à fournir des renforts, des vivres, de l'eau et des munitions en faibles quantités. Les tentatives paraguayennes pour réduire les nids de mitrailleuse adverses par un barrage d'artillerie échouent, non faute de moyens - 24 pièces d'artillerie dont deux Schneider de 105 mm et 11 mortiers - mais du fait des lacunes en matière d'observation et de communications téléphoniques. On en revient donc à un siège d'usure « moyenâgeux ».
Affamés, privés d'eau et de munitions, les Boliviens finissent par capituler le 29 septembre. Les Paraguayens font 820 prisonniers (240 seulement étant encore valides) et s'emparent d'un important butin (dont cinq pièces d'artillerie) qu'ils s'emploient immédiatement à mettre à leur service. Toutes proportions gardées, Boqueron fut le Stalingrad des Boliviens dans ce conflit.

### L'offensive paraguayenne (octobre - décembre 1932)

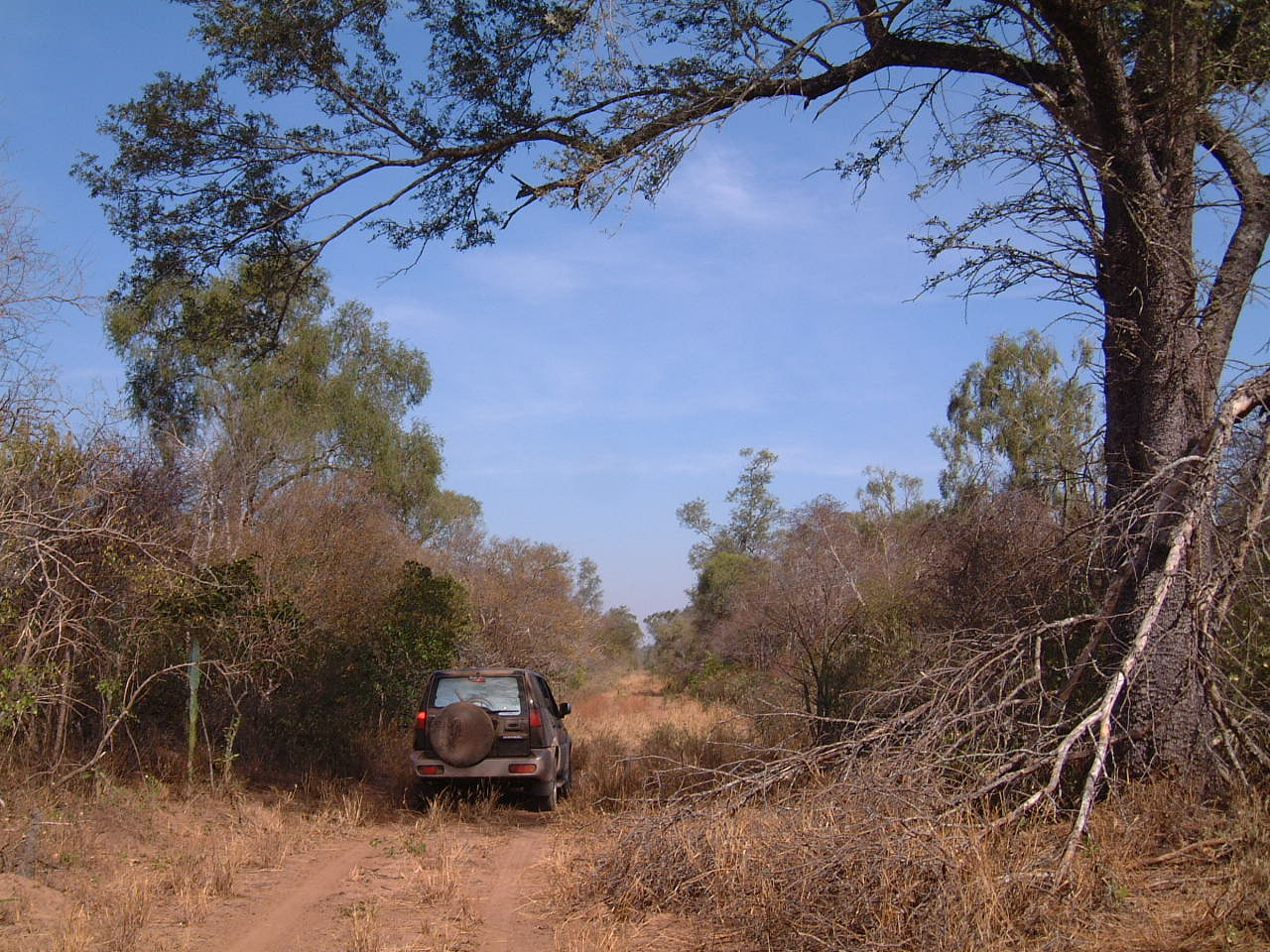
Le Chaco Boréal pendant la saison sèche.

Dès le 8 octobre, le 1er corps d'armée paraguayen, reconstitué et renforcé par la toute fraîche 4e D.I., reprend l'offensive dans le secteur Arce-Yucra. Bien que l'État-major bolivien ait donné l'ordre de disputer âprement chaque pouce de terrain, le moral de ses troupes s'effondre rapidement. En effet, si dans un premier temps, la Bolivie, possédant une armée plus importante et mieux entraînée, arrive à s'imposer, ses soldats ne sont pas habitués à un climat chaud et humide en saison des pluies et à une sécheresse extrême le reste de l'année. Les Paraguayens ont également une meilleure connaissance du terrain et se montrent très déterminés malgré la vétusté de leur armement et les faiblesses de leur entraînement. C'est ainsi que le Fortin Yucra tombe le 12 octobre et celui de Arce quelques jours plus tard, les Paraguayens s'emparant d'un important butin malgré les tentatives de destruction des dépôts par leurs adversaires. Remontant du sud au nord-ouest, ils reprennent le contrôle de la région.
Les Boliviens montent une contre-attaque limitée le 5 novembre et arrivent à stabiliser le front, en reprenant notamment le Fortin Platanillos, les 700 Paraguayens qui le défendaient parvenant cependant à se retirer.
L'espoir renaît chez les Boliviens dont le gouvernement décide de rappeler le général allemand Hans Kundt, un vétéran de l'Ostfront lors de la Première Guerre mondiale et le créateur de l'armée bolivienne « moderne ». Cet optimisme est cependant un peu illusoire car, s'il est un excellent organisateur et « administratif », les services de renseignements paraguayens savent aussi qu'il est par contre un piètre tacticien, adepte à tout crin de l'attaque frontale.
De plus, le Paraguay s'est donné un nouveau commandant en chef, le futur maréchal-président Estigarribia, formé au Chili et en France, qui se révèle excellent organisateur et meneur de troupes mais dont les options tactiques et stratégiques, bien qu'efficaces, seront cependant controversées.

### Contre-offensive bolivienne (décembre 1932)
La première mesure militaire prise par le général Kundt, le nouveau généralissime bolivien, sera l'attaque du fortin Fernandez bien que le 26 décembre, des reconnaissances aériennes aient signalé que les Paraguayens s'étaient fortement retranchés dans la place. La 4e DI (1er corps d'armée) bolivienne se porte à l'assaut sous une pluie battante… et se fait étriller. Kundt porte alors son attention vers la place forte de Nanawa - un fortin occupé par la 5e DI paraguayenne dont la prise pourrait lui ouvrir la route du fleuve Paraguay. La position est mieux défendue encore que celle du fortin Fernandez et nécessitera un vaste mouvement stratégique dont la bataille de Corrales sera la clef.
Les 1er et 2e corps d'armée boliviens se portent donc en avant dans un mouvement de tenailles. Malgré la supériorité numérique bolivienne (3 618 soldats à la 3e DI contre 600 défenseurs adverses) et la mauvaise qualité de l'armement paraguayen (de vieux Mausers espagnols et des mitrailleuses Maxim de la Première Guerre mondiale qui s'enrayent après quelques tirs), les soldats d'Asuncion résistent vaillamment avant de rompre l'encerclement par une charge à la baïonnette en sauvant tout leur équipement.

### Les deux batailles de Nanawa (janvier & juillet 1933)
Le premier assaut bolivien contre la position de Nanawa — que quelques journalistes contemporains en quête de sensationnalisme appelleront le « Verdun » latino-américain — survient le 20 janvier 1933, les 6 000 assaillants étant repoussés une fois encore par une violente contre-attaque à la baïonnette. L'assaut est renouvelé le 24, le 41e R.I. arrivant à pratiquer une brèche avant d'être repoussé par la cavalerie paraguayenne chargeant à la machette.
Dans le même temps, la 3e D.I. bolivienne s'en prend vainement à la position de Toledo, malgré un appui aérien du Cuerpo de Aviación.
La situation militaire générale bolivienne s'embourbe — parfois littéralement en raison de la saison des pluies — au point que deux R.I. se mutinent et désertent leurs lignes. Dans les mois qui suivent, les succès boliviens restent totalement marginaux et bien en deçà des ambitieux objectifs du général Hans Kundt.
La bataille de Nanawa est relancée le 4 juillet. Une sape minée destinée à détruire les nids de mitrailleuses paraguayens est activée à 9 h 5 laissant la position intacte. L'assaut qui s'ensuit, appuyé par l'artillerie, les chars et l'aviation, est décimé. L'artillerie bolivienne finit par tomber à court de munitions et à 12 h 0 les Paraguayens contre-attaquent, laissant 2 000 Boliviens tués derrière eux. C'est donc un total échec pour la stratégie offensive de Kundt.

### Campo Via: la seconde offensive paraguayenne (fin 1933 - mai 1934)
À la fin de 1933, après une accalmie ayant suivi la meurtrière seconde bataille de Nanawa, les troupes boliviennes sont dispersées sur différents sites fortifiés, passablement abattues et à court d'équipement. José Félix Estigarribia, promu entretemps Brigadier général, reprend l'initiative début septembre et les Paraguayens progressent très rapidement, les positions boliviennes tombant l'une après l'autre. Du 24 octobre au 11 novembre, les communiqués paraguayens ne font état que de succès. Le général Kundt, obnubilé par une pure stratégie d'offensive à tout prix, ignore les résultats des reconnaissances aériennes et fait le « gros dos » en ordonnant stupidement à ses troupes de tenir à tout prix en attendant de reprendre l'initiative offensive. Les 4e et 9e D.I. sont encerclées et contraintes à la capitulation à Campo Via le 11 décembre. D'autres unités boliviennes se débandent et se réfugient en Argentine où elles sont internées. L'offensive paraguayenne tourne à la démonstration, à défaut de promenade militaire à cause des pertes dues entre autres à la malnutrition.

Un cessez-le-feu survient entre le 19 et le 30 décembre, permettant à chacun de panser ses plaies. L'armée bolivienne en profite pour se regrouper et se rafraîchir. À la fin de l'armistice, les Paraguayens repartent à l'assaut. Mais l'enthousiasme ne suffit plus. Les Boliviens parviennent à arrêter et encercler la 2e D.I. trop avancée et une partie de la 7e. Elles finissent par se rendre le 25 mai 1934, faute de ravitaillement (bataille de Cañada Strongest).

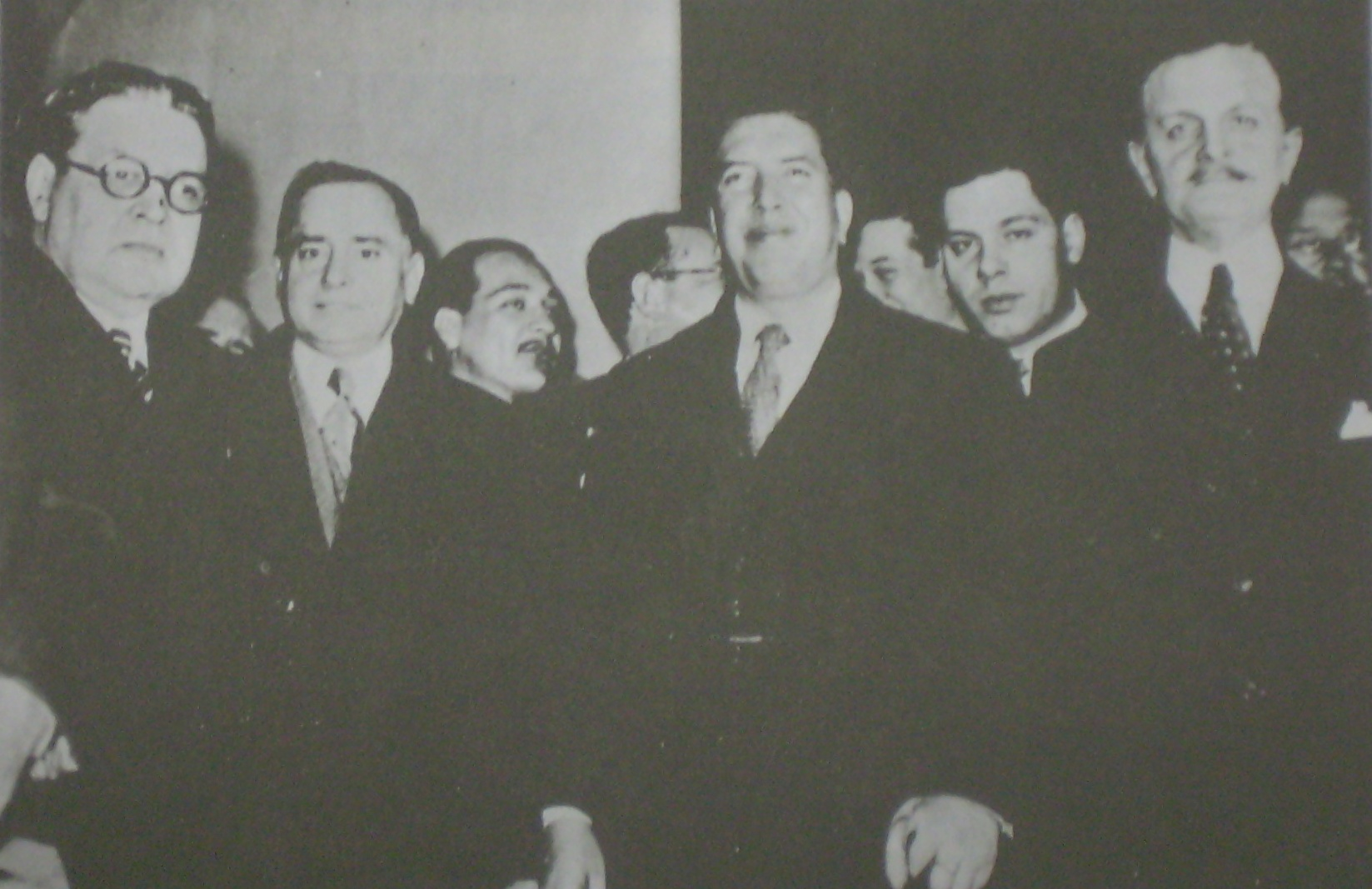
E. Martínez Thedy (représentant de l'Uruguay), Luis A. Riart (Paraguay), Tomás M. Elío (Bolivie) et Carlos Saavedra Lamas (Argentin) lors des négociations de la Paz del Chaco

Les troupes boliviennes se sont repliées et regroupées mais les pertes sont énormes : des 77 000 hommes engagés depuis Boqueron, 14 000 sont morts, 6 000 se sont réfugiés en Argentine et 32 000 ont été blessés ou sont malades au point de ne plus pouvoir combattre.

### Yrendague et El Carmen sur le chemin de la victoire paraguayenne
Le 14 août 1934, les Paraguayens, rééquipés en partie grâce au butin de guerre pris à leurs adversaires, repartent à l'assaut. La 6e D.I. se porte sur Yrendague mais ne peut empêcher la garnison bolivienne de se replier en bon ordre en emportant son équipement. Le général Estigarribia et le Président Ayala élaborent alors un plan destiné à prendre les restes de l'armée bolivienne en tenaille, ce qui est chose faite le 15 novembre. L'hallali se poursuit jusqu'au mois de décembre, les troupes boliviennes capitulant les unes après les autres.

### «Guerre du pétrole par procuration»
Ce n'est qu'en 1934, deux ans après le début de la guerre, avec une déclaration du sénateur populiste américain Huey Long, déjà connu pour ses proclamations spectaculaires mais peu soucieuses de fondements sérieux, que la thèse d'une guerre du pétrole par procuration a été émise. D'abord adoptée par le politicien bolivien David Alvéstegui, la thèse a été adoptée ensuite par de nombreux auteurs, mais n'a pourtant jamais reçu le début d'une confirmation historique.
Cette thèse de la guerre du pétrole par procuration a été mise en avant, en signe de contestation, par tous les opposants à la guerre du Chaco : les soldats paraguayens et boliviens auraient été envoyés au casse-pipe au milieu de nulle part dans un paysage de désolation, se battre pour un bout de territoire qui hormis son sous-sol ne valait rien, simplement pour satisfaire les intérêts économiques des entreprises occidentales. Huey Long, partisan du Paraguay lors de la guerre, expliquait par exemple que le Chaco Boréal appartenait légitimement au Paraguay, mais que la guerre avait été fomentée par les « forces de la finance impérialiste », par la Standard Oil qui aurait acheté le gouvernement bolivien après que le Paraguay lui a refusé des concessions pétrolières (Huey Long est ainsi devenu un héros national au Paraguay, un fort repris par l'armée paraguayenne a été nommé en son honneur).

### La déconfiture bolivienne

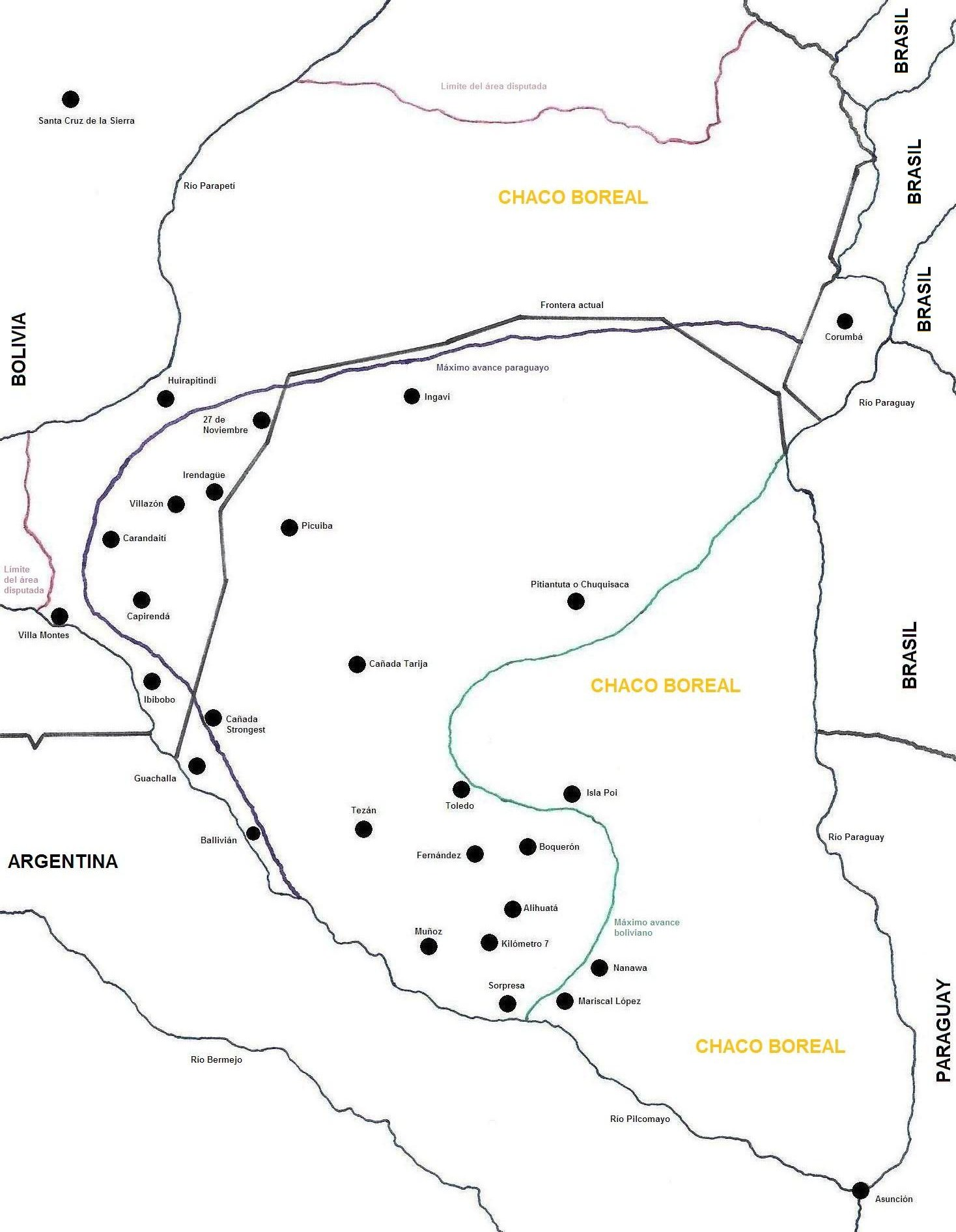
Carte du Chaco Boréal dans sa globalité et des opérations militaires.

Le Paraguay a déjà conquis la majeure partie de la région lorsque le 27 novembre 1934, les généraux boliviens, exaspérés par les défaites successives, arrêtent leur président, Daniel Salamanca, alors qu'il est à Villamontes. Salamanca, de même humeur, avait en effet pris la décision de purger l'armée de ses chefs incompétents et avait dès lors entrepris la « tournée des popotes » pour punir les commandants locaux quand il est devancé par les putschistes à Villamontes. Ceux-ci le remplacent par le vice-président José Luis Tejada Sorzano.
Mais le pronunciamento n'empêche pas le désastre. Sur les berges du Pilcomayo, 2 000 Boliviens subissent une lourde défaite, 1 200 tombant finalement aux mains des Paraguayens pour le prix de 46 pertes, morts et blessés confondus.
Le dernier carré bolivien est constitué pendant la première moitié de 1935 dans la place forte de Villa Montes où l'armée bolivienne se retranche pour un suprême effort en vue duquel toute l'armée paraguayenne se porte elle aussi en avant. Des canons de 120 mm de canonnières sont même démontés des arsenaux paraguayens, et installés sur place sur des embases en béton. La bataille s'engage en février et dure jusqu'en avril, sans aucun résultat marquant pour l'un ou l'autre camp. Les adversaires s'essoufflent et les deux États frisent la banqueroute. La dernière bataille majeure du conflit est livrée à Ingavi du 4 au 8 juin.
Un cessez-le-feu est négocié le 12 juin 1935 mais le traité de paix ne sera paraphé en Argentine qu'en 1938 - il ne sera signé que soixante-quatorze ans plus tard (cf. infra). Le Paraguay a clairement gagné la guerre, s'emparant pour près de 10 000 000 dollars US (chiffre de l'époque) d'équipement militaire ennemi. Néanmoins, sur l'insistance des diplomaties étrangères, le Paraguay obtient un peu moins que le territoire qu'il espérait, la Bolivie se consolant en effet avec environ le quart du Chaco Boréal (la zone entre le Rio Parapeti et la frontière en arc de cercle avec le Paraguay, sur la carte ci-contre), soit la zone où se concentre l'intégralité des très maigres ressources énergétiques du Chaco Boréal. La propagande bolivienne a donc pu, à de nombreuses reprises, transformer la défaite en une victoire de propagande.

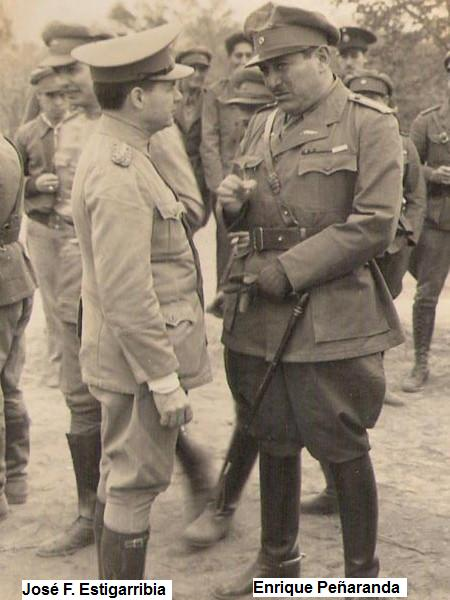
Rencontre entre les généraux bolivien et paraguayen Peñaranda et Estigarribia après l'armistice.

Mais la guerre se solda surtout par un désastre humain pour les deux pays. En plus des 100 000 victimes de guerre (chiffre le plus « optimiste »), on estime qu'il y a eu tout autant de morts, voire davantage, pendant et après la guerre à cause des maladies comme la malaria, sans oublier la disparition de groupes entiers de soldats, essentiellement Boliviens, perdus dans ces immensités plates et arides, sans repères ni infrastructures, couvertes de broussailles épineuses et parsemées de marécages insalubres. Cette guerre précipita aussi les deux pays dans un gouffre économique alors qu'elle aurait pu être évitée par arbitrage international, par les puissances voisines, Argentine et Brésil et sans l'ingérence intéressée de nations extrarégionales éloignées, comme le Royaume-Uni et les États-Unis.

## Les raisons de la déconfiture bolivienne
L'entrée en guerre de la Bolivie était teintée d'arrogance. Ayant une supériorité économique et démographique incontestable (plus de 2 millions d'habitants contre moins d'un million d'habitants pour le Paraguay), la Bolivie sous-estimait grandement la force de frappe paraguayenne. Le président bolivien Salamanca considérait le Paraguay comme la plus misérable des républiques d'Amérique du Sud, et donc comme le seul pays que la Bolivie pouvait attaquer avec la certitude d'une victoire. Pour la Bolivie, il s'agissait de se venger sur plus faible que soi après les humiliations militaires infligées par ses autres voisins. L'état-major bolivien était même arrivé à la conclusion, dans les préparatifs de la guerre, que seulement quelques milliers de soldats suffiraient à investir le Chaco Boréal (es) et marcher vers Asuncion, et que les hostilités dans le Chaco ne seraient qu'un conflit diplomatique vite résolu plus qu'une vraie guerre.

Pour cette raison, aucun effort économique n'a été réalisé par la Bolivie. Il n'a pas été jugé nécessaire de construire une ligne de chemin de fer vers le Chaco Boréal pour le ravitaillement, les troupes et la logistique étaient ainsi acheminées par camion au départ de l'Altiplano. L'économie bolivienne est donc restée une économie civile normale, sans jamais passer à une économie de guerre. Cette décision fut catastrophique : les chemins peu praticables du Chaco ont limité la circulation des camions et ont obligé les troupes boliviennes à circuler à pied sur des centaines de kilomètres, dans la boue, la poussière et la chaleur étouffante. Le Paraguay, quant à lui, n'avait pas du tout ces problèmes de ravitaillement : ses centres urbains sont placés sur la rive droite du Paraguay, juste à côté du Chaco Boréal, et l'état-major a utilisé le chemin de fer pour acheminer les troupes jusqu'à la principale base paraguayenne dans le Chaco, à Isla Poi.

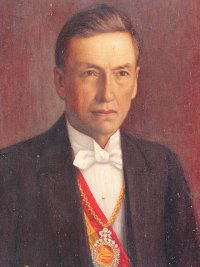
Le Président bolivien Daniel Salamanca fut renversé par les militaires à l'issue de la déroute de 1934

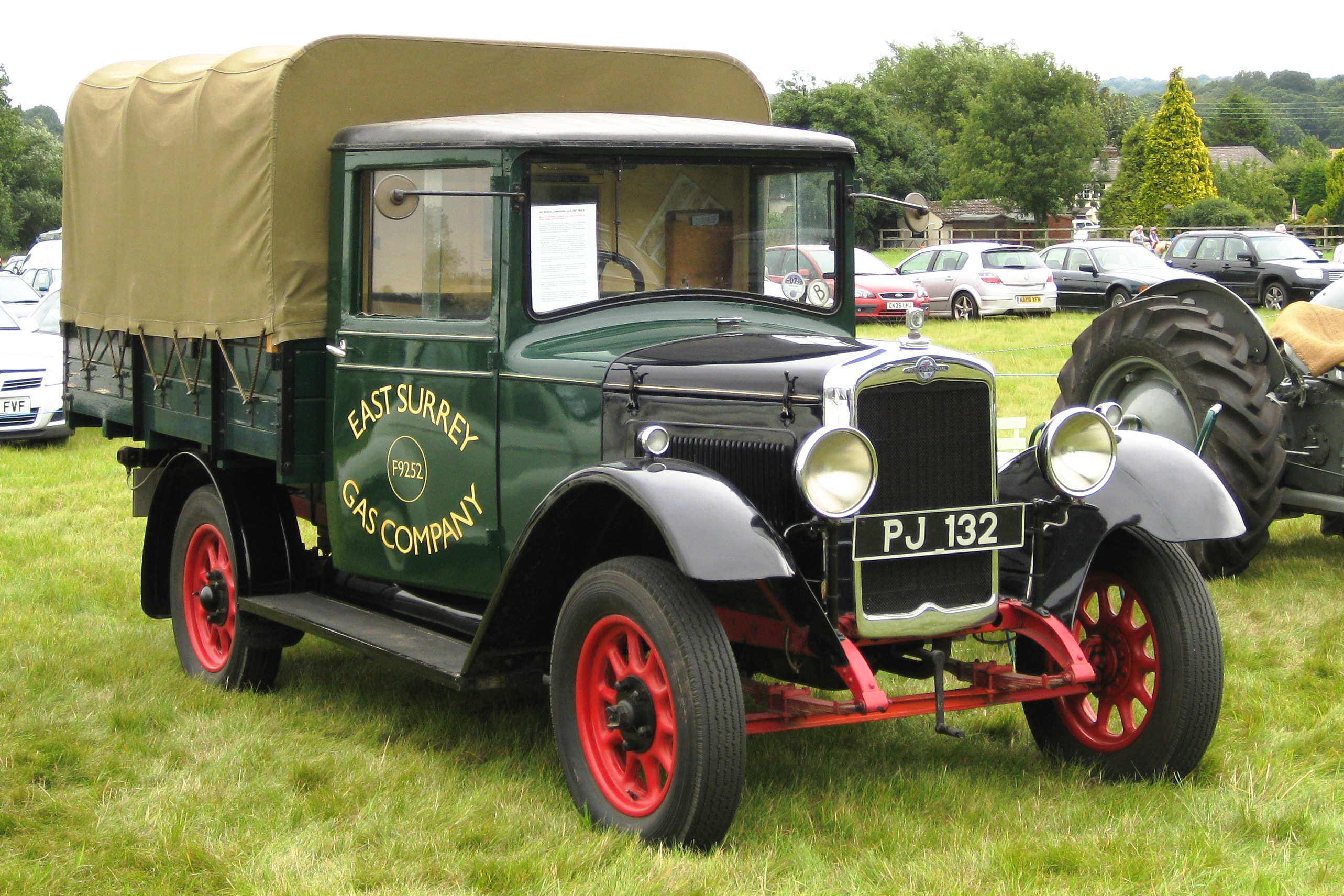
Camion Ford similaire à ceux utilisés par les deux armées.

Les compétences des officiers boliviens étaient tres insuffisantes. Le Collège militaire était un refuge pour les étudiants réprouvés et les bacheliers ratés, et la formation des officiers s'arrêtait immédiatement après l'obtention du diplôme du Collège. Énormément d'officiers boliviens n'avaient aucune expérience du terrain, que ce soit à l'intérieur ou à l'extérieur du pays. Les promotions des officiers ne se faisaient aucunement au mérite mais par népotisme et liens politiques ; la hiérarchie militaire bolivienne était tellement opaque que l'état-major évoluait en vase clos. Hans Kundt, d'origine germanique, seul général expérimenté dans l'armée bolivienne, ne s'était lui-même jamais rendu dans le Chaco Boréal avant le déclenchement des hostilités. Hans Kundt, militaire d'une soixantaine d'années, était également un adepte d'une doctrine démodée de la guerre, celle du début de la Première Guerre mondiale avec ses attaques frontales au coût énorme en vies humaines. Et alors que l'état-major bolivien misait simplement sur l'occupation du terrain pour vaincre l'ennemi, l'état-major paraguayen utilisait un plan de bataille beaucoup plus moderne et ingénieux (la doctrine de l'encerclement et de la destruction des forces ennemies).
Alors qu'il existait une certaine rivalité entre les généraux boliviens et le président Salamanca (fort mécontent de l'incompétence de ses généraux) qui a finalement abouti au renversement de Salamanca, l'armée paraguayenne avait un commandement unifié et bien huilé, sans aucune faille, entre le commandant Estigarribia (un homme calme, sérieux et austère) et le président Ayala. À l'inverse de Kundt, Estigarribia était très bien acclimaté à la région, il ne l'a jamais quittée durant toute la durée de la guerre, et il avait déjà eu des expériences militaires dans d'autres régions désertiques (il a notamment participé, lors de sa formation dans l'armée française à la fin des années 1910 et au début des années 1920, aux opérations du maréchal Lyautey au Maroc).
Au début des années 1930, la Bolivie, dont 95 % des exportations concernaient l'étain, était en proie à une importante crise économique du fait de la chute des cours et du volume d'exportation du minerai. Par ailleurs, cette omniprésence du secteur minier dans l'économie bolivienne absorbait une masse tellement importante de travailleurs ruraux que cela entravait le développement de l'agriculture. La Bolivie était donc dépendante des importations de denrées alimentaires notamment depuis l'Argentine. Il suffisait donc que celle‑ci s'oppose à la Bolivie et bloque ses exportations pour que la Bolivie frôle la catastrophe. Heureusement pour la Bolivie, l'Argentine est restée en retrait lors de la guerre du Chaco.
Pour les conscrits indigènes venus des hauts plateaux andins, il était très difficile de s'acclimater aux conditions du Chaco. La structure féodale de la société bolivienne était également un grave problème : à l'inverse du Paraguay, petit pays le plus patriotique d'Amérique latine dont le peuple se préparait à tout moment à repartir en guerre pour défendre la patrie comme ce fut le cas 60 ans auparavant lors de la guerre de la Triple Alliance, la société bolivienne n'avait aucune unité. Pour de nombreux conscrits indigènes, le « nationalisme bolivien » ne signifiait rien du tout. De nombreux indigènes partaient à la guerre sans même connaître leur ennemi (un soldat indigène aurait même, un jour, demandé à son sergent si les ennemis contre lesquels il allait se battre étaient les habitants de Cochabamba). Dans un tel contexte, la plupart des soldats boliviens se battaient sous la contrainte et nullement par patriotisme. L'armée bolivienne de l'époque était une armée quasi-coloniale, presque seulement destinée à la répression intérieure mais aucunement adaptée pour mener une guerre contre un ennemi extérieur et une armée régulière motivée et bien encadrée. Alors que le guarani était la langue usuelle utilisée et comprise par la majorité des soldats paraguayens, la multitude de langues indigènes en Bolivie et le monolinguisme des Boliviens complexifiaient considérablement la transmission des ordres et des informations dans l'armée. De fait, l'armée bolivienne était un agrégat ethnique de peuples et de communautés qui ne se comprenaient pas voire se méprisaient, tandis que les soldats paraguayens et leurs officiers partageaient les mêmes traditions et la même culture.
L'armée bolivienne s'est ainsi très vite désagrégée au contact de l'ennemi dans le Chaco Boréal. Néanmoins, cette désarticulation de l'armée bolivienne a permis aux divisions d'infanterie de se replier de manière plus spontanée et plus fluide.

« Nous avons commencé notre retraite [...] en passant sous une pluie de balles. Le massacre continue. Le nombre de morts augmente dangereusement [...] Nous avons finalement réussi à traverser la zone où se trouvait l'ennemi et sommes arrivés au poste de commandement. Nous n'étions plus les garçons forts et enthousiastes au départ d'Oruro. Nous n'étions plus que l'ombre de nous-mêmes. Nous voulions tous rentrer chez nous. »

— Germán Busch

## Les forces en présence: ordre de bataille et équipements

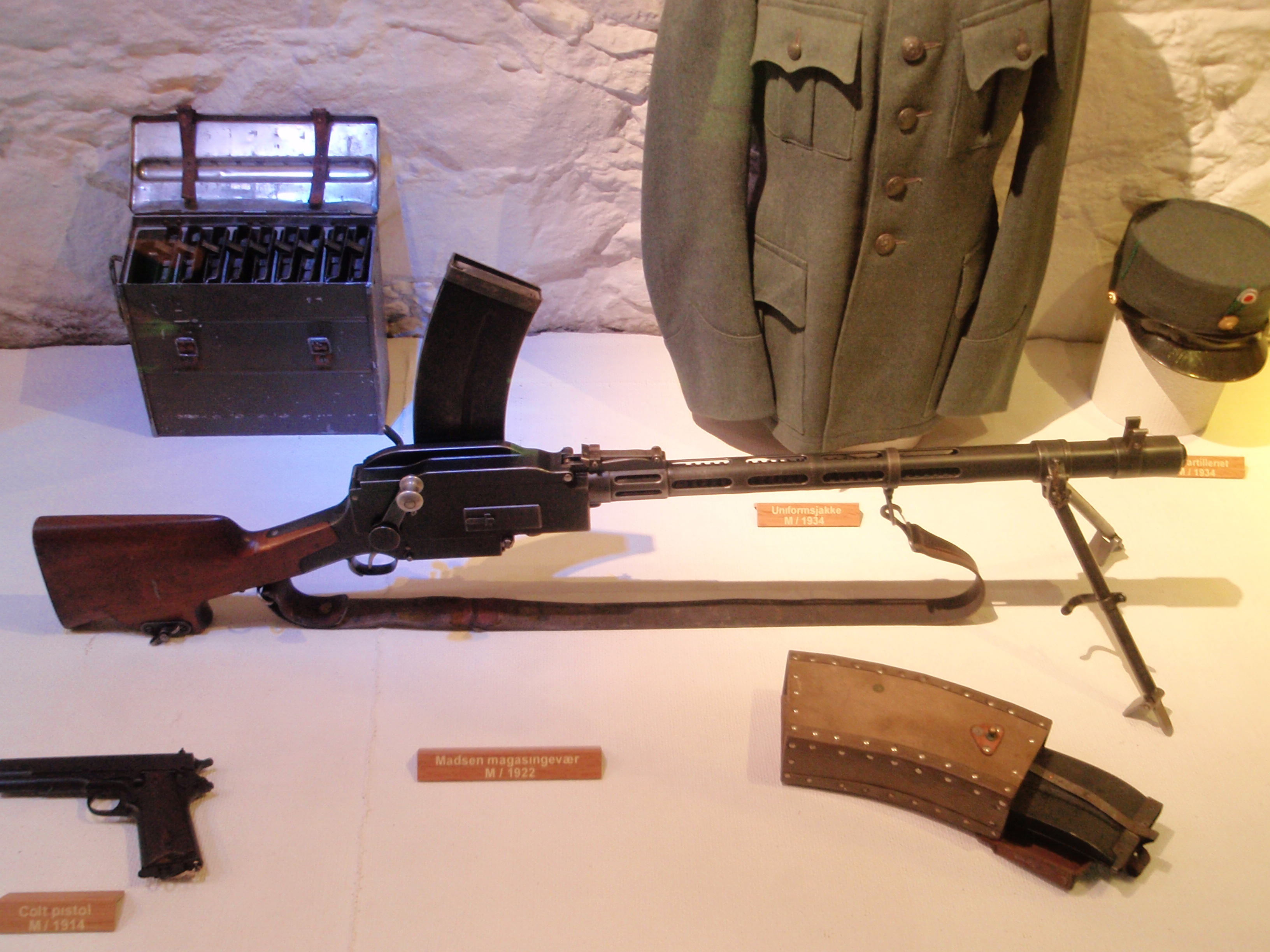
Le FM danois Madsen

Les forces armées des deux belligérants partageaient un important armement commun, les forces boliviennes étant dans l'ensemble cependant mieux équipées puisque l'Ejército boliviano alignait des chars légers et des chenillettes. Parmi l'équipement commun figurait le fusil Mauser dans différents modèles et de diverses origines (allemande, belge, espagnole et fabrications locales.), armement standard du fantassin des deux camps. Figurent aussi la mitrailleuse lourde Vickers, le fusil mitrailleur danois Madsen et le mortier de 81 mm Brandt-Stockes.

### L'armée bolivienne

Drapeau de l'État bolivien. Les drapeaux nationaux étaient utilisés par les unités terrestres comme signaux d'identification pour la reconnaissance aérienne

La Bolivie commença le conflit avec des effectifs et un armement nettement supérieurs à ceux de son adversaire :
- 1re division d'infanterie (DI) : EM, régiment d'infanterie (RI) no 1 et no 2, régiment de cavalerie no 1, régiment du génie (RG) no 2 et régiment d'artillerie (RA) no 1 ;
- 2e DI : EM, RI no 3 et 5, régiment de cavalerie no 2, RG no 1 et RA no 2 ;
- 3e DI : EM, RI no 4 et 7, régiment de cavalerie no 3 ;
- 4e DI : EM, RI no 6 et 8, régiment de cavalerie no 5, RG no 3 et RA no 3, la division bénéficiant du soutien de la 2e escadrille de la Force aérienne ;
- 5e DI : EM, RI no 9, 12 et 13, régiment de cavalerie no 4, RG no 4 ;
- 6e DI : EM, RI no 10 et 11 et appui d'une escadrille d'hydravions;
- 7e DI : EM, RI no 14 et 15, régiment de cavalerie no 6 et RA no 7 ;

Les effectifs comptaient 556 officiers, 600 officiers réservistes et 12 000 hommes.
À la fin du conflit, l'armée bolivienne, organisée en secteurs opérationnels, comptait :
- État-major général avec sous son autorité un RI, deux RG, un régiment du train, un groupe d'artillerie antiaérienne et divers services.
- Secteur Sud : unités de secteur dont un régiment de cavalerie et un de génie et un bataillon du train, 4e division de cavalerie, 1re et 8e DI.
- Secteur Centre : RG no 5, divers bataillons de services, 2e division de cavalerie (six régiments), IVe corps d'armée (EM et 3e et 10e DI), corps de cavalerie (1re et 3e divisions), IIe corps d'armée (EM et 2e et 7e DI) ;
- Secteur Nord : IIIe corps d'armée (EM, services divers et 5e et 6e DI).

Les soldats boliviens étaient habillés d'un uniforme kaki ou gris-vert, les deux variantes étant portées conjointement. En 1931, grâce au soutien des compagnies pétrolières nord-américaines, l'armée bolivienne reçut d'importants lots d'uniformes de l'US Army, dont les boutons d'origine durent être remplacés avant distribution. L'uniforme se composait en général d'une chemise, d'une veste à deux poches à rabat, d'un pantalon ample et d'un képi timbré de la cocarde nationale. Aucun casque ne fut utilisé. L'équipement se complétait de bottines en cuir noir, d'un ceinturon avec cartouchières en cuir brun, et de l'habituel impedimenta complété d'une couverture portée en sautoir.
Les grades étaient marqués par un système d'étoiles or, argent, jaunes et blanches sur les épaulettes, les officiers portant fréquemment les culottes de cheval avec bottes à haute tige.

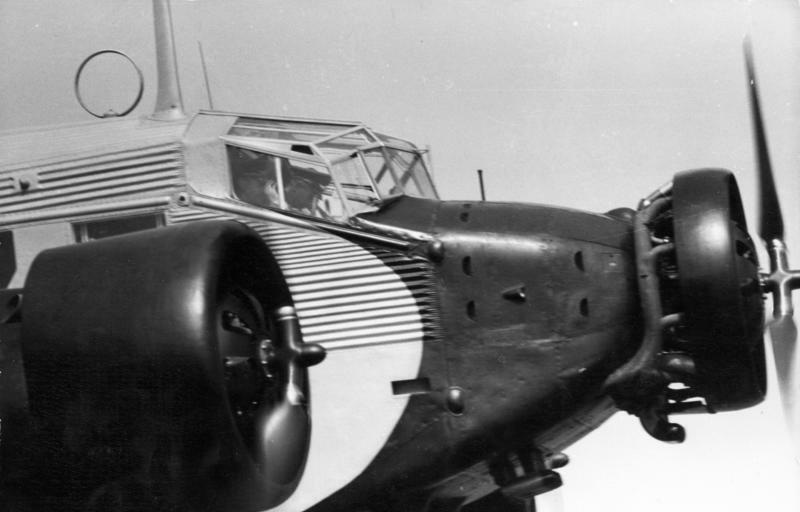
Le Junkers Ju 52 fut utilisé par les Boliviens dans des missions de ravitaillement...
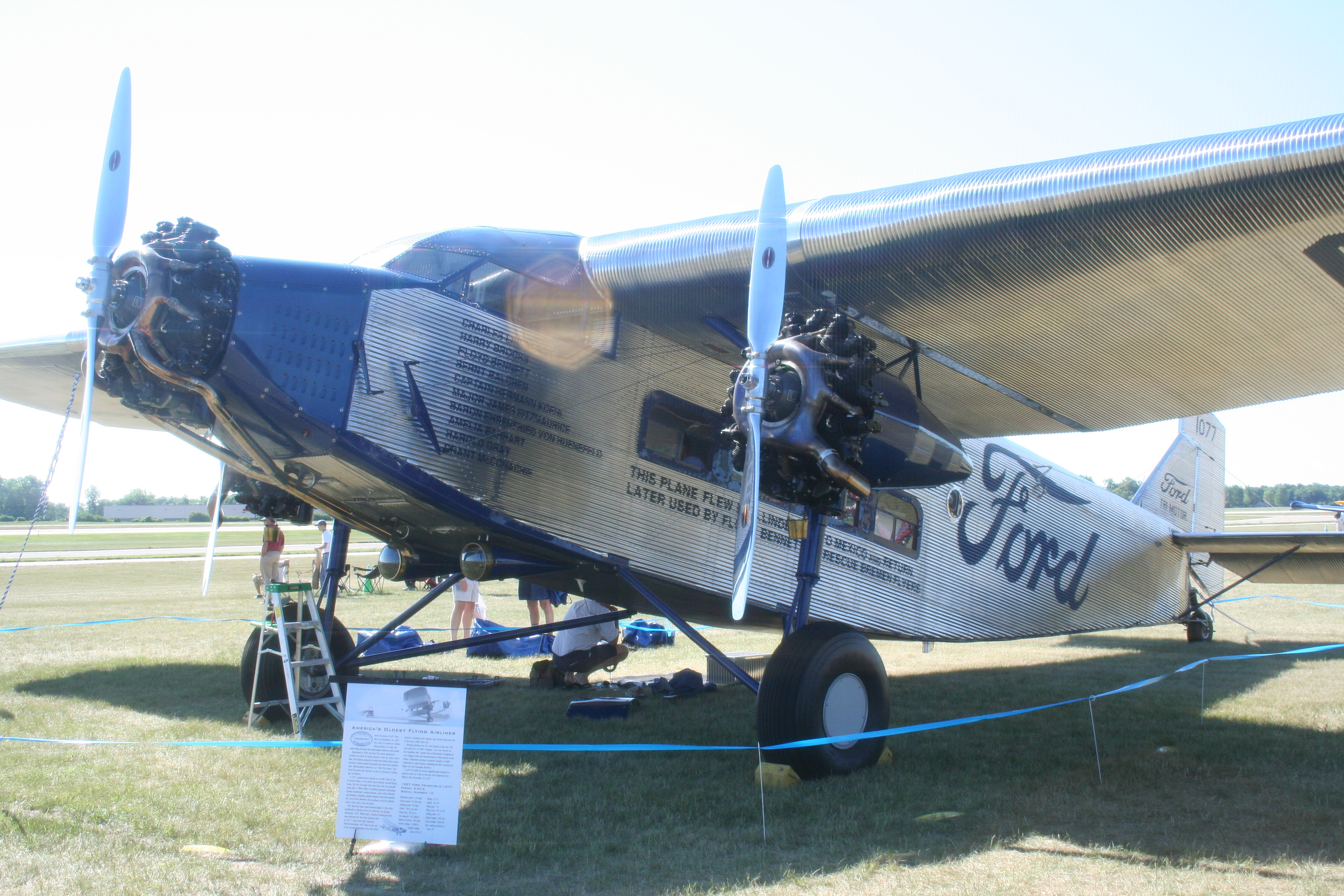
.. de même que le Trimotor-Ford.
Cocarde des forces aériennes boliviennes

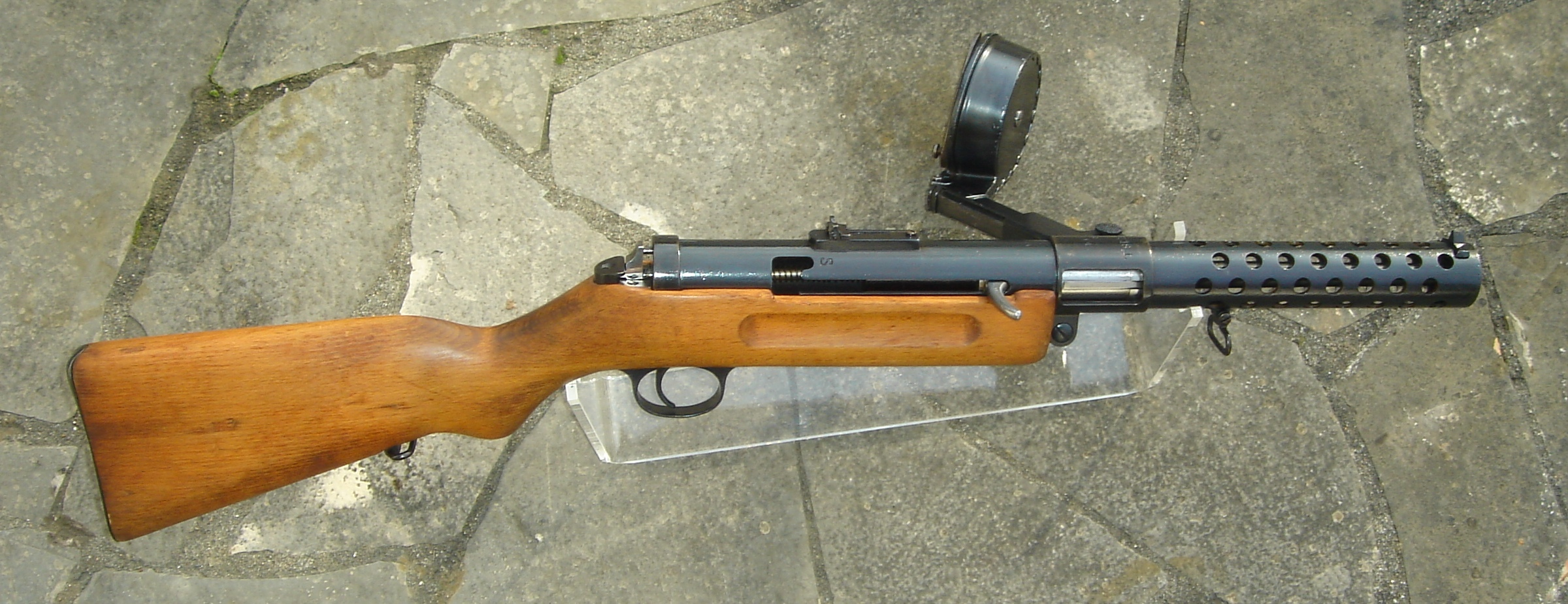
Bergmann MP18

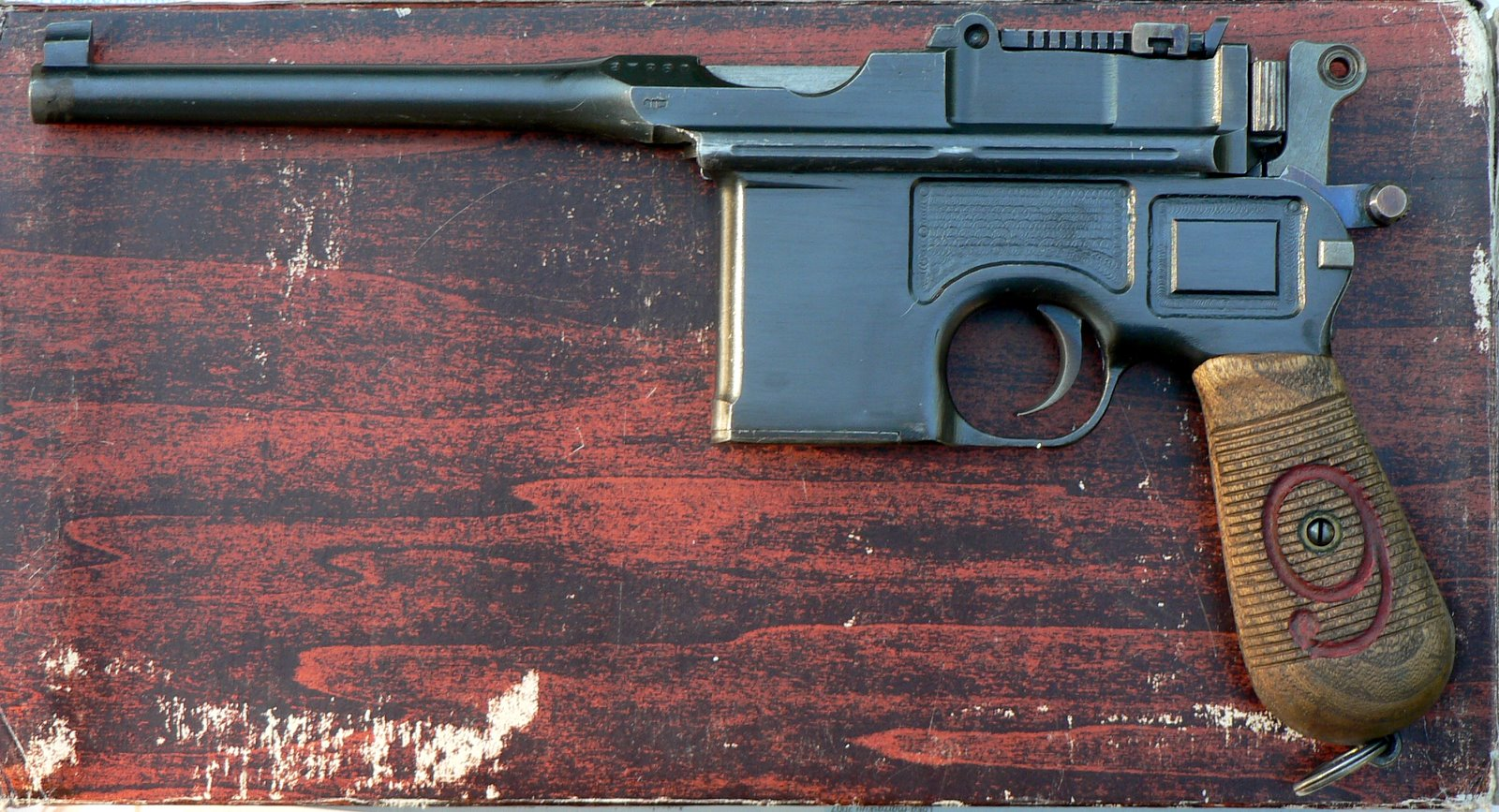
Mauser C96

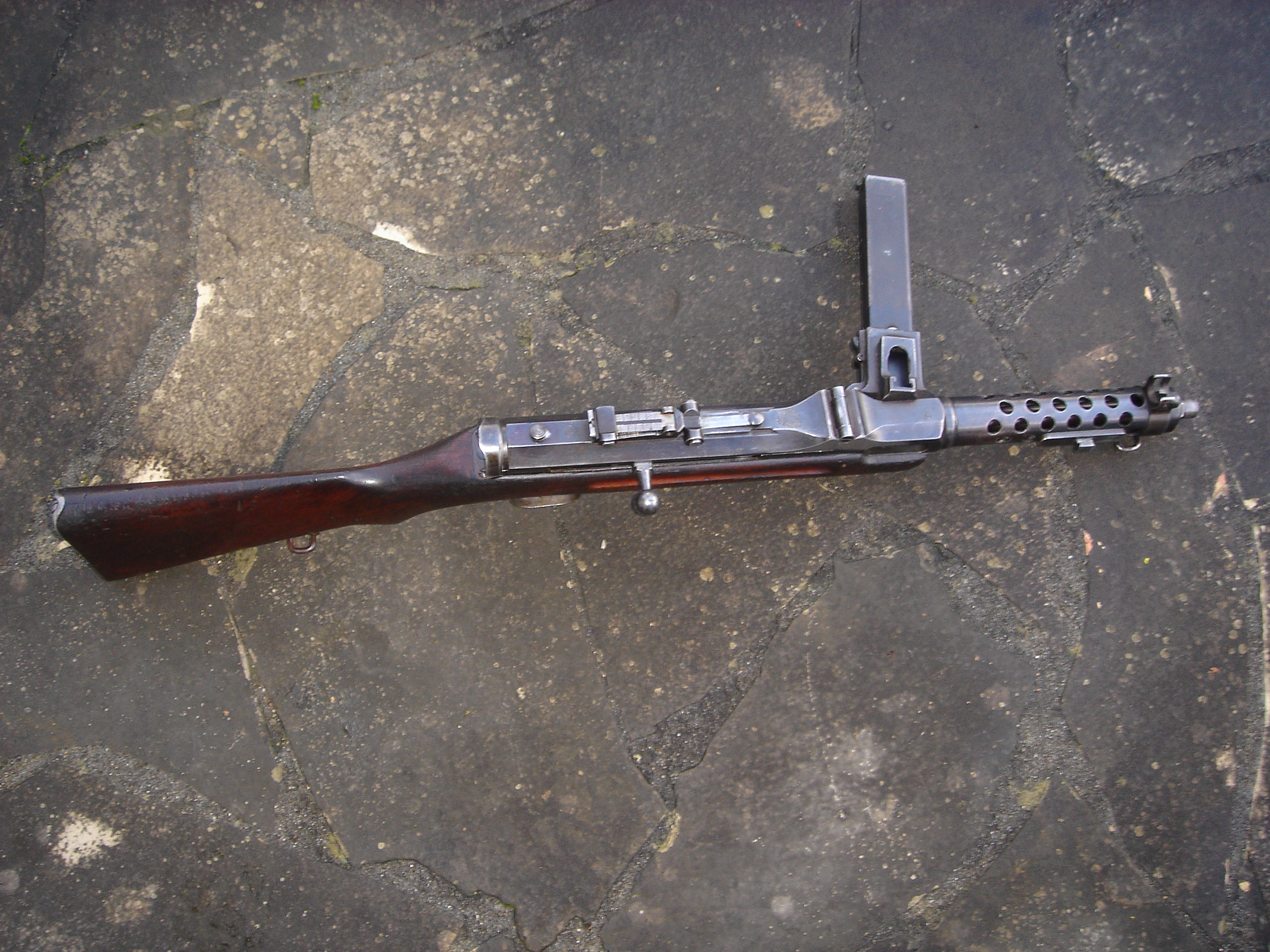
PM Solothurn S1-100

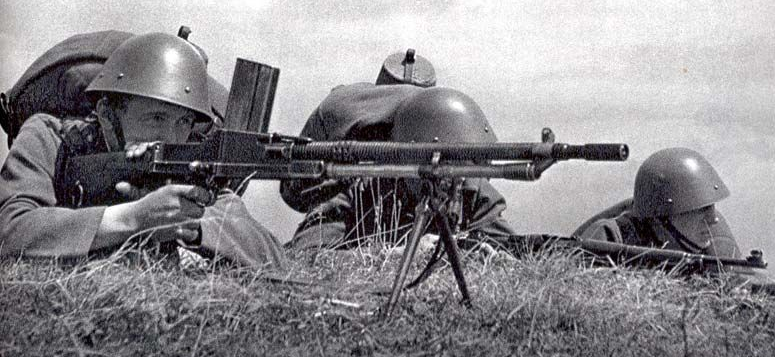
FM ZBvz26 tchèque

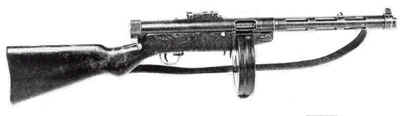
PM Suomi M31

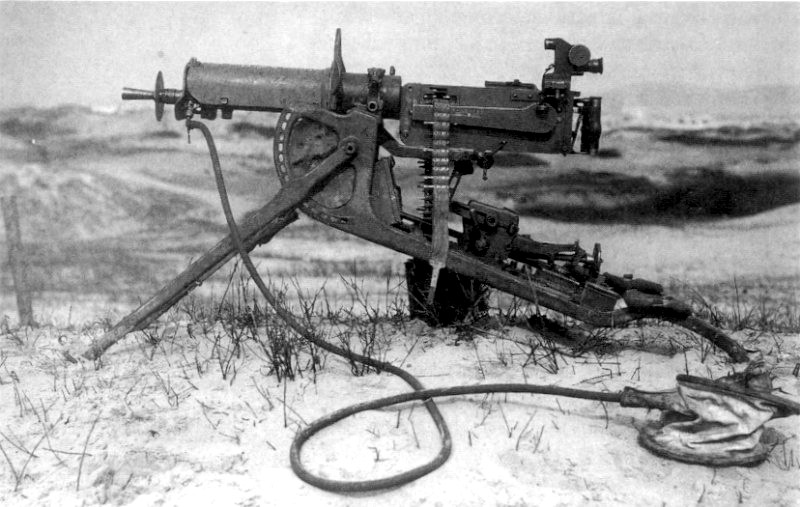
Maxim 08

### L'armée paraguayenne
Par décret daté du 25 juillet 1932, l'organigramme de l'armée paraguayenne s'établit comme suit :

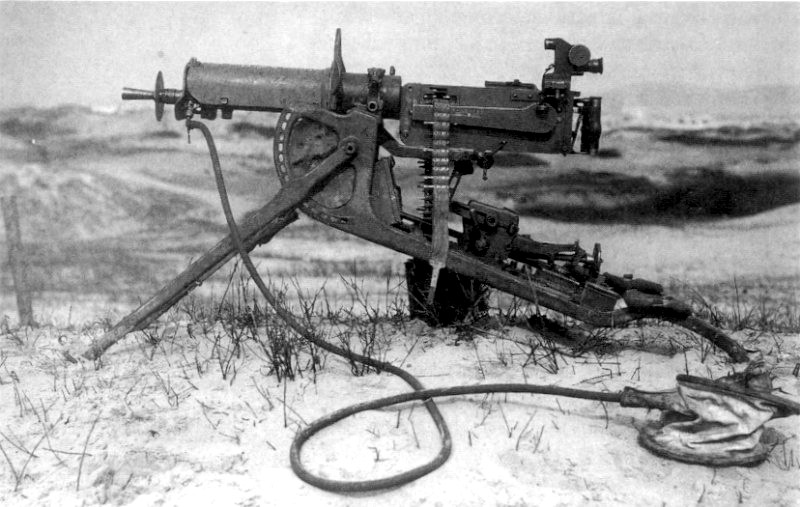
D'antiques mitrailleuses allemandes Maxim MG08 de la Première Guerre mondiale furent utilisées par les Paraguayens

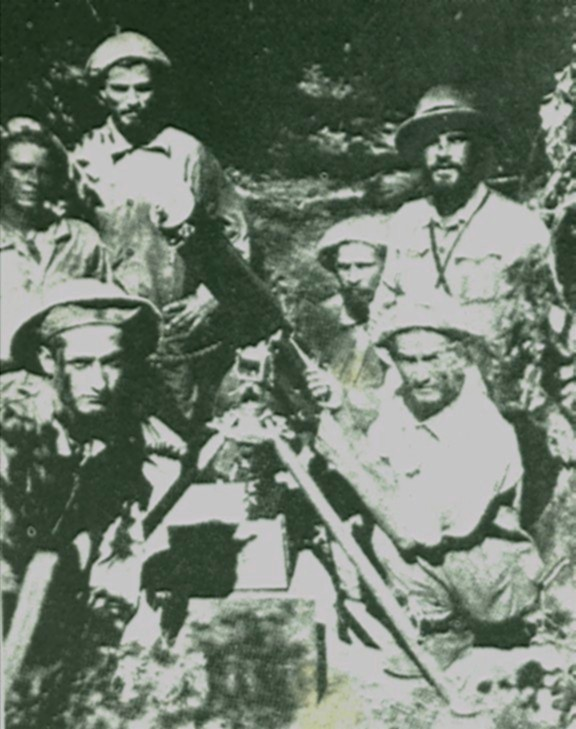
Soldats paraguayens

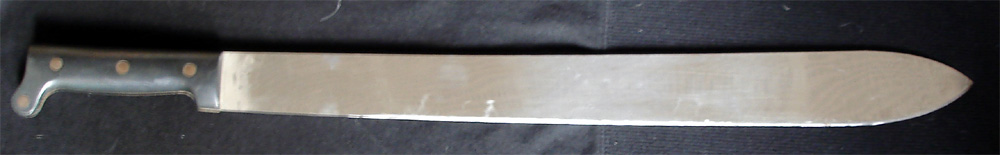
La machette remplace le sabre dans la cavalerie paraguayenne

- 1re division d'infanterie (DI) composée des régiments d'infanterie no 4 et 2 et du régiment de cavalerie no 2 ;
- 2e DI : RI no 1 et 3 et régiment de cavalerie no 1 ;
- 3e DI : RI no 5 et 8 [note 1] ;

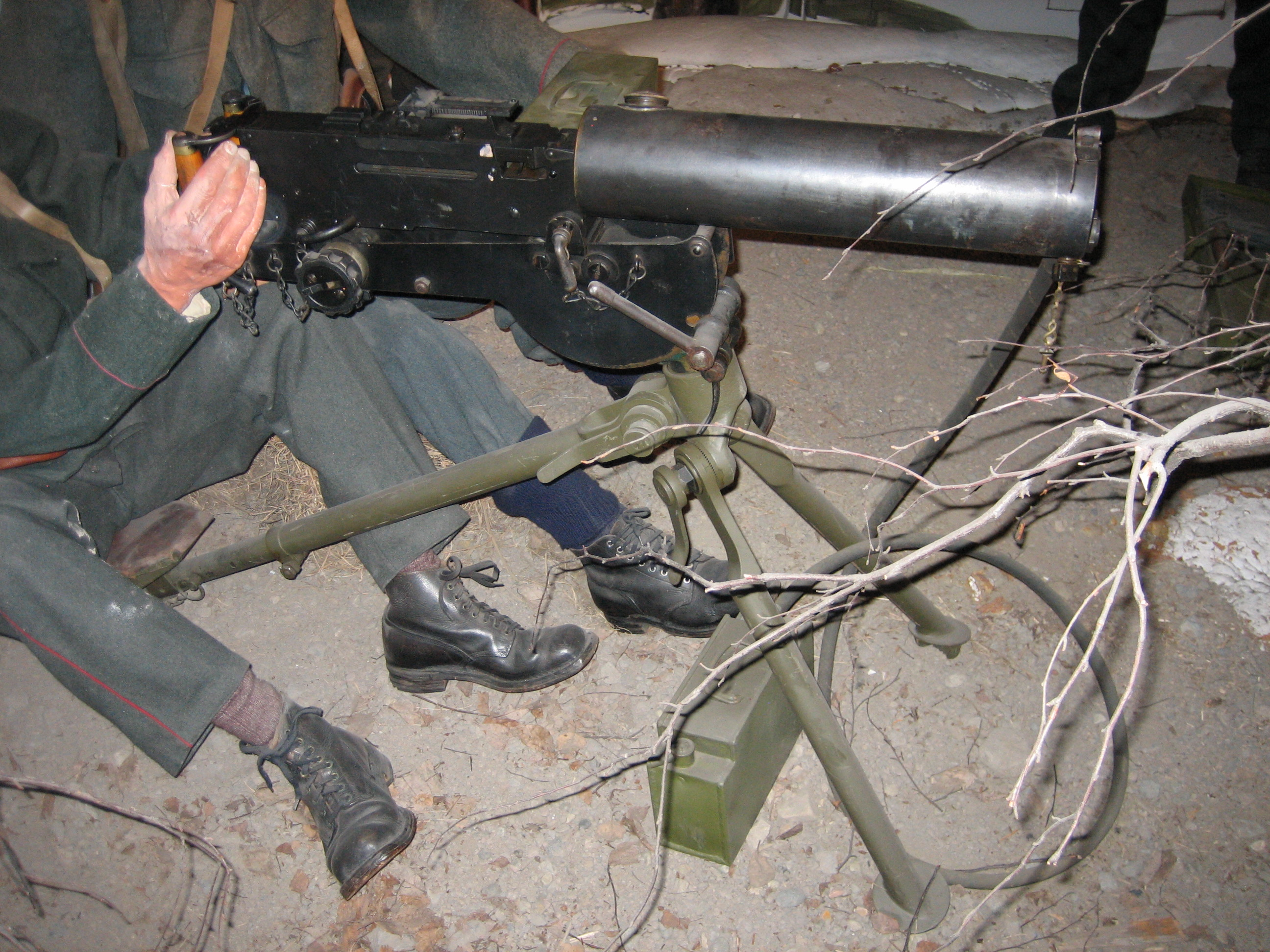
Mitrailleuse Colt M1929
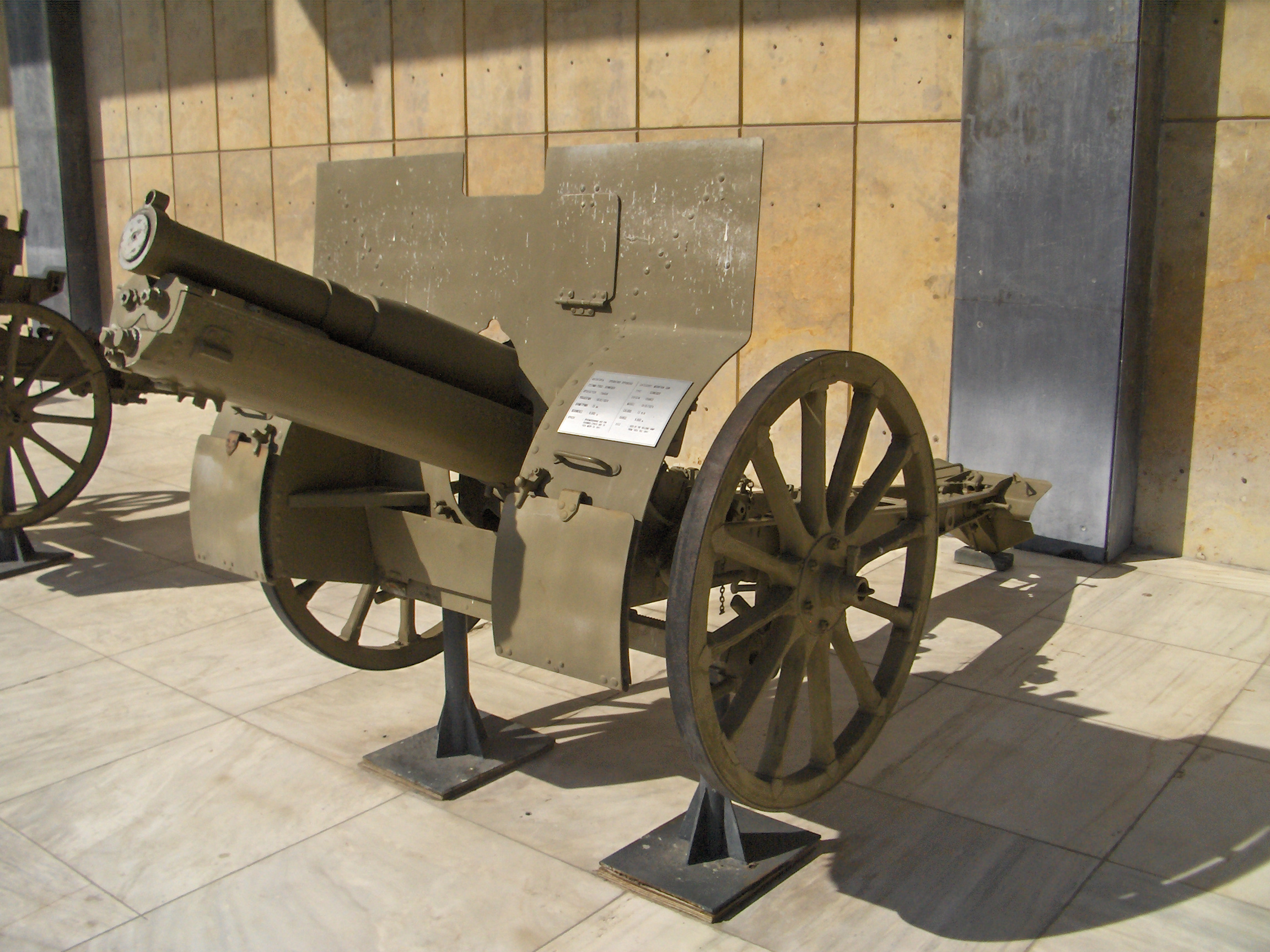
Unités indépendantes : RI no 6 et 7, régiment de cavalerie no 3, un bataillon de génie, groupe d'artillerie no 1 constitué d'un EM, d'une batterie de quatre canons Schneider de 105 mm et de deux batteries de canons de campagne Schneider de 75 mm.
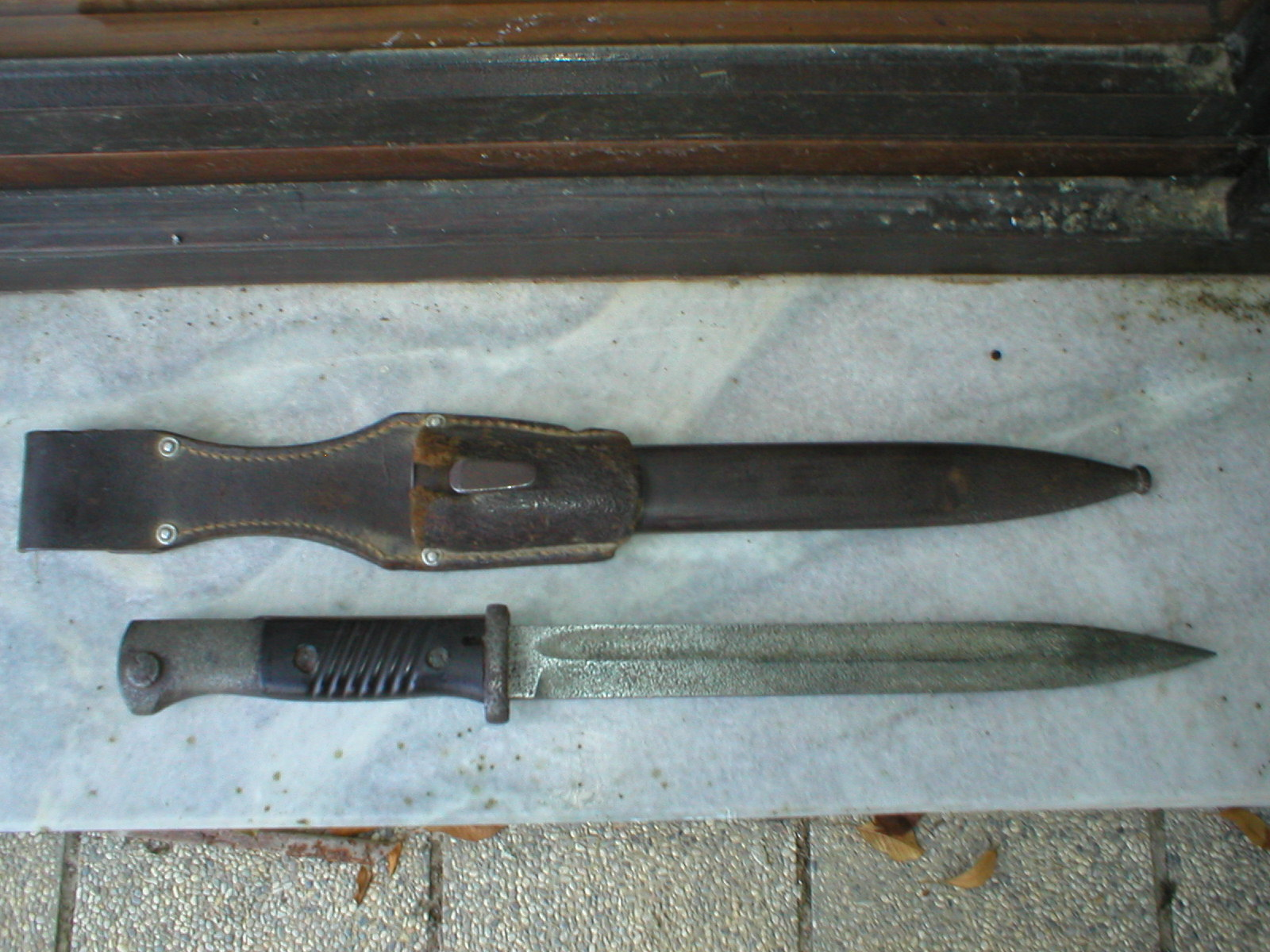
Baïonnette Mauser

Les autres armes lourdes (mitrailleuses, mortiers) sont allouées aux DI.
Les effectifs comprennent 244 officiers, 350 officiers de réserve et 7 500 sous-officiers et hommes de troupes, y compris la marine et l'embryon de force aérienne (21 appareils dont sept Potez 25 T.O.E et cinq Fiat CR.20 comme avions de combat).
Le parc d'artillerie s'étoffera au fil du conflit, notamment à la suite des prises sur l'ennemi et comprendra 14 pièces de 105 mm, 28 de 75 mm et 17 de 65 mm. L'armée paraguayenne ne compte aucun blindé mais aligne un parc de camions International, Chevrolet et Ford. Quelques auto-mitrailleuses seront improvisées en montant une mitrailleuse lourde sur des voitures décapotables.
À la fin du conflit, les effectifs auront été portés à trois corps d'armées plus des unités indépendantes :
- État-major général : général J.F. Estigarriba, Corps d'EM, bataillon d'escorte, RI no 26, escadron aéronaval ;
- 3e DI : RI no 11 et 21, régiment d'infanterie de marine no 1, bataillon de Génie naval ;
- Ier corps (Lt-Col G. Nunez) : EM, 1re DI (RI no 2, 4 et 19 ; Rgt Cav no 2, Rgt de Génie no 1 et groupe d'artillerie no 1), 2e DI (RI no 1, 3 et 10) et 7e DI (RI no 9, 12 et 17) ;
- IIe Corps (Col. R. Franco) : EM, 6e DI (R.I. no 5, 8 et 14 ; Rgt Cav no 1 et Rgt de Génie no 2) ; 8e DI (R.I. no 16, 18 et RI Bataillon 40, Rgt Cav no 9 et groupe d'artillerie no 3) et 9e DI (R.I. 15, Rgt Cav 7 et Rgt de Génie no 4) ;
- IIIe Corps (Col. Irrazabal) : EM, 4e DI (R.I. no 6 et 20, Rgt Cav no 3) ; 5e DI (R.I. no 7 et 13, Rgt Cav no 6) et 2e Division de cavalerie (Rgts de Cav no 4, 5 et 10 et Groupe d'artillerie no 2).

À cette époque les effectifs des régiments ont été renforcés, des compagnies et sections organiques d'armes lourdes et de génie leur étant adjointes.
L'uniforme paraguayen en coton et lin, très sommaire (chemise-veste et pantalon large), est de teinte olivâtre, l'équipement individuel en cuir ou en toile provenant d'origines diverses. Certains soldats vont en sandales, voir pieds nus et le reste des effets (gourde, couverture - roulée et portée en sautoir, besace, machette) est bien souvent d'origine civile, des gamelles en fer blanc étant toutefois distribuées par l'intendance. Un chapeau de toile de même teinte sert de coiffure, aucun casque n'étant utilisé. Les cavaliers portent des guêtres en cuir plutôt que des bottes à haute tige mais pour le reste leur tenue est identique à celle des fantassins, la machette remplaçant le sabre. Les aviateurs portent des tenues de vol de modèle français (M. 1925) et la marine des uniformes d'inspiration britannique. Les officiers, en particulier les officiers supérieurs, portent des tenues plus élégantes souvent confectionnées par des tailleurs civils, les grades étant indiqués par un système de nœuds et d'étoiles or ou argent portés en épaulettes.

## Propagande philatélique
Les deux États ont utilisé leurs timbres-poste pour marquer leur prétention sur le Chaco boréal.
De 1924 à 1929, le Paraguay émet deux séries représentant une carte du pays comprenant le Chaco. Les timbres de 1924 ne comprennent même pas de frontière avec la Bolivie. De 1932 à 1936, un timbre d'un peso et demi est repris en plusieurs couleurs et représente le 'Chaco Paraguayo.
De son côté, une carte de la Bolivie mettant en valeur le Chaco Boliviano apparaît sur timbres en trois séries émises en 1928, 1931 et 1935.

## Inspiration
L'Oreille cassée, épisode des Aventures de Tintin publié par Hergé en 1935, fait allusion à la guerre du Chaco. Cette aventure présente une guerre entre deux petites nations sud-américaines, le San Theodoros et le Nuevo Rico, chacune soutenue par une compagnie pétrolière différente, pour un territoire supposé pétrolifère auquel Hergé a donné le nom de Gran Chapo, et faisant appel au même marchand d'armes, Basil Bazaroff, avatar littéraire de Sir Basil Zaharoff, le directeur puis président de la société d'armement britannique Vickers qui fut l'un des fournisseurs des belligérants,. Alors que la veritable guerre est provoquée par des motivations nationalistes, L'Oreille cassée présente un conflit orchestré par des compagnies pétrolières.
Le conflit du Chaco inspira également un épisode de la saga Doc Savage de Lester Dent, The Dust of Death, la même année.

## Mémorabilia

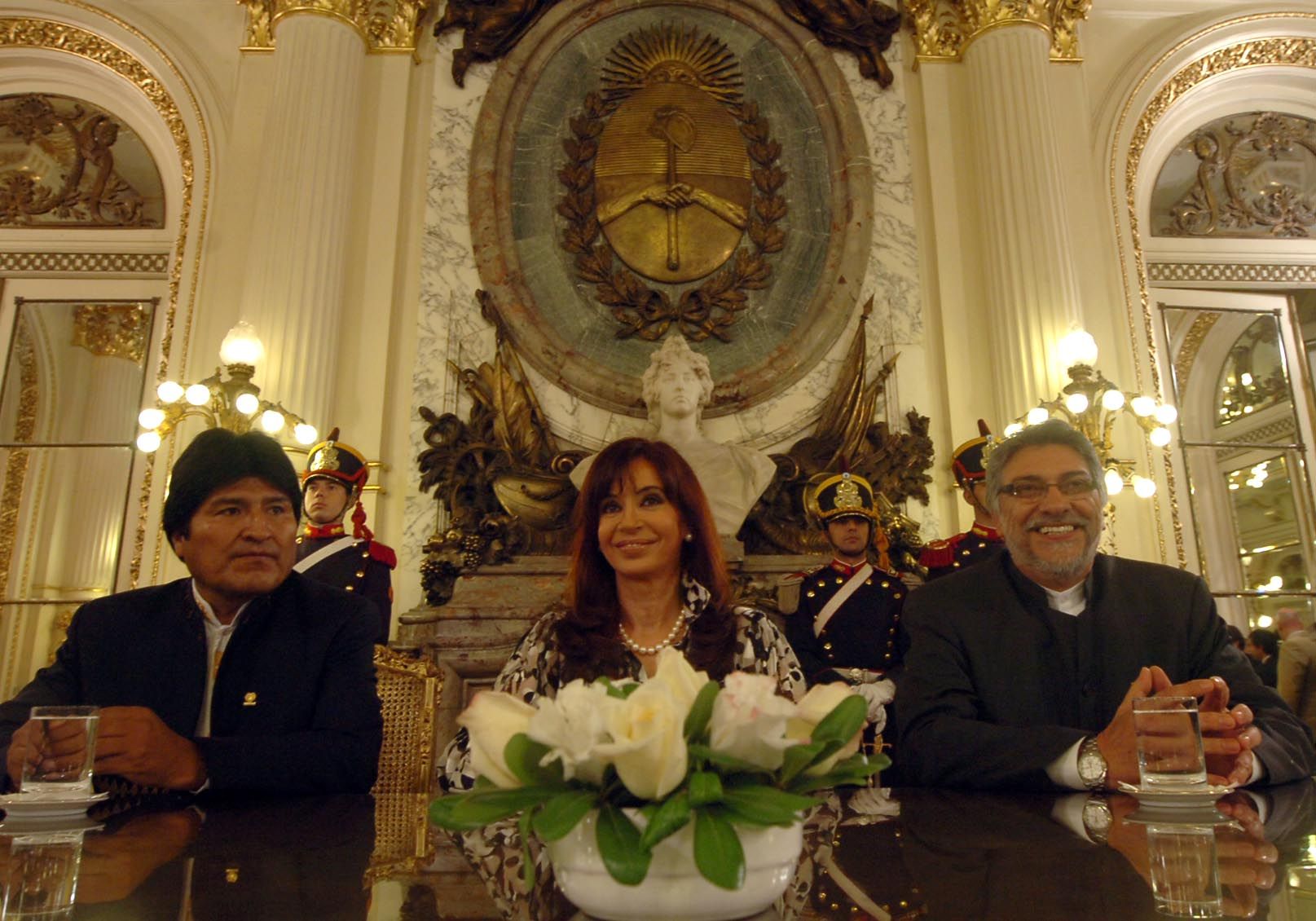
Sous les amicales auspices de Mme Fernández-Kirchner, présidente argentine, MM. Evo Morales et Fernando Lugo, présidents bolivien et paraguayen, signent définitivement le traité de paix du Chaco le 27 avril 2009 à Buenos Aires, 74 ans après la fin du conflit.

Le lundi 27 avril 2009, soixante-quatorze ans après la fin des combats, les présidents de la Bolivie, Evo Morales, et du Paraguay, Fernando Lugo, ont signé un accord historique qui fixe définitivement la frontière entre les deux pays.
« Ce sont des présidents issus de la lutte sociale, une lutte permanente pour l'égalité de nos peuples, qui mettent fin à un conflit historique », a déclaré M. Morales au début de la cérémonie de signature.
De son côté, M. Lugo, issu de la gauche comme M. Morales, a exprimé le vœu que la richesse énergétique de la Bolivie et du Paraguay puisse à l'avenir « être développée et utilisée par les deux pays sans aucune intervention étrangère », allusion claire à l'intervention des multinationales pétrolières lors du conflit de 1932-1934.
Ce traité s'est signé sous les auspices de la présidente argentine, Cristina Kirchner – qui a estimé que la guerre du Chaco « avait senti le pétrole comme tant d'autres guerres de ces temps-là et d'aujourd'hui » et que « …d'autres, qui ne se trouvaient pas précisément en Amérique du Sud, en ont tiré parti ». L'Argentine avait déjà à l'époque été choisie comme arbitre du conflit.
MM. Morales et Lugo ont paraphé le rapport final rédigé par la Commission de démarcation des frontières boliviano-paraguayennes, document qui leur a été remis par madame Cristina Kirchner lors d'une cérémonie à la Maison rose, siège du pouvoir exécutif argentin.

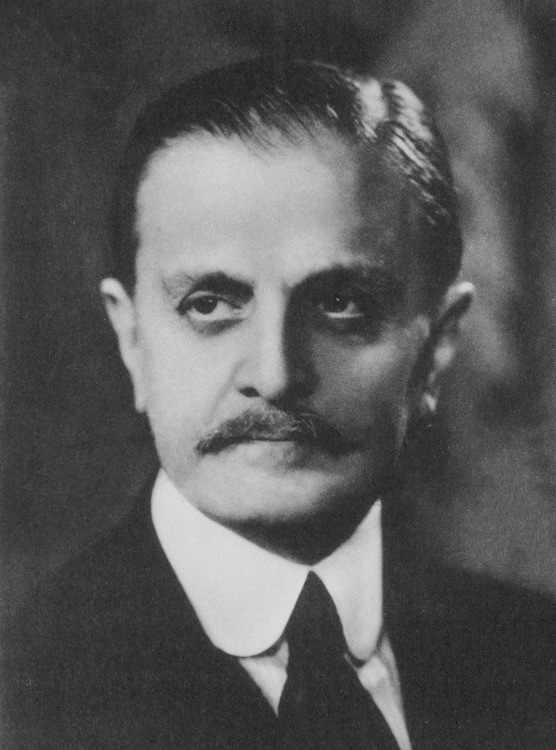
M. Saavedra Lamas, ministre argentin des Affaires étrangères dont l'arbitrage permit la signature de la paix entre les belligérants. Son intervention lui vaudra le prix Nobel de la paix en 1936

### Monuments, sites et musées
- Un char Vickers bolivien, capturé intact, a été dressé comme monument à Asunción après la guerre. En 1990, en signe d'apaisement entre les deux pays, il a été restitué à la Bolivie par le gouvernement paraguayen. Il est actuellement conservé au musée de l'Académie militaire de La Paz[26].
- Une statue équestre à la gloire du maréchal J. F. Estigarribia a été dressée à Villa Hayes (Paraguay). Son nom fut également donné à une base aérienne paraguayenne construite par les États-Unis (dans le cadre du MAP) au temps du dictateur Alfredo Stroessner.
- Le Museo de Armas de la Nacion Argentina à Buenos Aires a consacré quelques vitrines à ce conflit[27].

### Varia
- Timbres : voir la galerie philatélique.
- Augusto Céspedes (es), avocat puis diplomate bolivien raconte dans Sangre de Mestizos le quotidien des soldats boliviens lors de cette guerre. Ce livre est un précieux témoignage sur l'aspect humain du conflit, mettant en avant les morts dues à la soif, la chaleur et les maladies (causes principales de mortalité durant cette guerre) plutôt que les combats.
- Le long métrage Boqueron (2008) de Tonchy Antezana retrace l'histoire de quatre soldats boliviens, venus de divers horizons, lors de ce conflit [28].

### Galerie philatélique

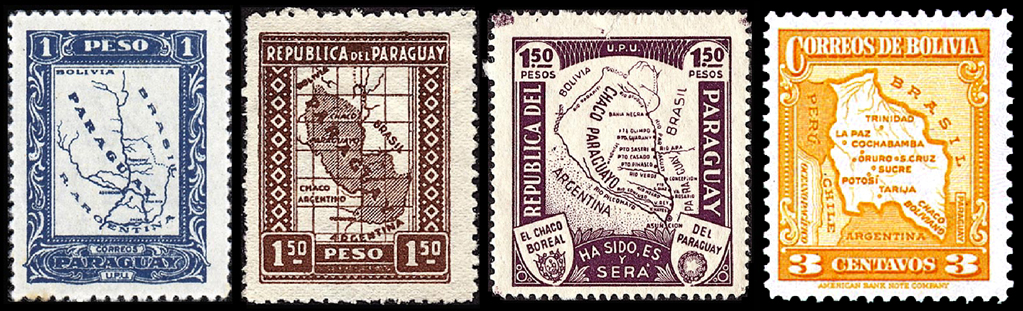